# Saison 2020-2021 des Canadiens de Montréal
Autres saisons
Saison précédente Saison suivante
La saison 2020-2021 des Canadiens de Montréal est la 111e saison de hockey sur glace jouée par la franchise dans la Ligue nationale de hockey. Cette saison se déroule durant la pandémie de la COVID-19. Elle débute en janvier et son calendrier est condensé en 56 matchs.

## Avant-saison

### Contexte
Après deux années sans série éliminatoire, les Canadiens doivent leur participation à celle de 2019-2020 à la crise de la COVID-19. Au moment de l'interruption de la saison régulière, les Canadiens pointent à la 12e place de l'Association de l'Est. Lorsque la ligue peut reprendre ses activités, elle organise un tour de qualification pour achever le classement en vue des séries éliminatoires. Les Canadiens affrontent les Penguins de Pittsburgh, 5e du classement. Les deux jeunes Jesperi Kotkaniemi et Nick Suzuki montrent tout leur potentiel et aident les Canadiens à battre les Penguins. Le tour suivant, les Canadiens affrontent les Flyers de Philadelphie, les matchs sont serrés, mais la fatigue et le manque d’expérience jouent contre les Canadiens.
En poste depuis 2012, le directeur général des Canadiens Marc Bergevin se retrouve sous pression : le public veut voir son équipe prétendre aux grands honneurs. Pour renforcer son contingent, il dispose plusieurs éléments intéressants pour réaliser des échanges, entre les nombreux choix de repêchages, une banque d’espoir fournie, plusieurs joueurs avec des contrats avantageux.

### Mouvements d’effectifs

#### Transactions
| Date              | Acquisition des Canadiens                              | Partenaire d'échange      | Acquisition du partenaire |
| ----------------- | ------------------------------------------------------ | ------------------------- | --- |
| 2 septembre 2020  | Jake Allen et un choix de 7e tour au Repêchage de 2022 | Blues de Saint-Louis      | Choix de 3e tour (utilisé par les blues pour sélectionner Dylan Peterson) et un choix de 7e tour (échangé aux Red Wings de Détroit, durant de la séance de repêchage) au Repêchage de 2020 |
| 12 septembre 2020 | Joel Edmundson                                         | Hurricanes de la Caroline | Choix de 5e tour (échangé aux Kings de Los Angeles, durant de la séance de repêchage) au repêchage de 2020                                                                                 |
| 6 octobre 2020    | Josh Anderson                                          | Blue Jackets de Columbus  | Max Domi et un choix de 3e tour (utilisé par les Blue Jackets pour sélectionner Samuel Knazko) au repêchage de 2020                                                                        |
| 26 mars 2021      | Eric Staal                                             | Sabres de Buffalo         | Choix de 3e tour au Repêchage de 2021 |
| 11 avril 2021     | Jon Merrill                                            | Red Wings de Détroit      | Hayden Verbeek et un choix de 3e tour au repêchage de 2022 |
| 12 avril 2021     | Erik Gustafsson                                        | Flyers de Philadelphie    | Choix de 7e tour au repêchage de 2022 |

#### Signatures d'agent libre
| Joueur               | Date             | Ancienne franchise       | Durée du contrat |
| -------------------- | ---------------- | ------------------------ | ---------------- |
| Brandon Baddock      | 9 octobre 2020   | Devils du New Jersey     | 1 an             |
| Tyler Toffoli        | 13 octobre 2020  | Canucks de Vancouver     | 4 ans            |
| Kaiden Guhle         | 20 octobre 2020  | Raiders de Prince Albert | 3 ans            |
| Michael Frolik       | 23 décembre 2020 | Sabres de Buffalo        | 1 an             |
| Corey Perry          | 28 décembre 2020 | Stars de Dallas          | 1 an             |
| Gianni Fairbrother   | 1er mars 2021    | Silvertips d'Everett     | 3 ans            |
| Cole Caufield        | 27 mars 2021     | Badgers du Wisconsin     | 3 ans            |
| Corey Schueneman     | 2 avril 2021     | Heat de Stockton         | 1 an             |
| Jan Myšák            | 6 avril 2021     | Bulldogs de Hamilton     | 3 ans            |
| Rafaël Harvey-Pinard | 12 mai 2021      | Saguenéens de Chicoutimi | 2 ans            |
| Mattias Norlinder    | 3 juin 2021      | Frölunda HC              | 3 ans            |

#### Départs d'agent libre
| Joueur          | Date             | Franchise suivante    |
| --------------- | ---------------- | --------------------- |
| Max Friberg     | 9 octobre 2020   | Frölunda HC           |
| Dale Weise      | 9 octobre 2020   | -                     |
| Keith Kinkaid   | 9 octobre 2020   | Rangers de New York   |
| Charles Hudon   | 16 octobre 2020  | Lausanne Hockey Club  |
| Aaron Luchuk    | 23 novembre 2020 | Solar Bears d'Orlando |
| Antoine Waked   | 27 novembre 2020 | Fuel d'Indy           |
| Christian Folin | 30 décembre 2020 | Växjö Lakers HC       |
| Andy Sturtz     | 4 janvier 2021   | Rush de Rapid City    |

#### Prolongations de contrat
| Joueur            | Date              | Durée du contrat |
| ----------------- | ----------------- | ---------------- |
| Lukas Vejdemo     | 4 septembre 2020  | 1 an             |
| Joel Edmundson    | 17 septembre 2020 | 4 ans            |
| Jake Evans        | 23 septembre 2020 | 2 ans            |
| Jeff Petry        | 25 septembre 2020 | 4 ans            |
| Joseph Blandisi   | 25 septembre 2020 | 1 an             |
| Jake Lucchini     | 28 septembre 2020 | 1 an             |
| Michael McNiven   | 30 septembre 2020 | 1 an             |
| Josh Anderson     | 8 octobre 2020    | 7 ans            |
| Noah Juulsen      | 8 octobre 2020    | 1 an             |
| Victor Mete       | 9 octobre 2020    | 1 an             |
| Xavier Ouellet    | 9 octobre 2020    | 2 ans            |
| Brendan Gallagher | 14 octobre 2020   | 6 ans            |
| Jake Allen        | 14 octobre 2020   | 2 ans            |
| Lukas Vejdemo     | 19 juin 2021      | 1 an             |
| Laurent Dauphin   | 21 juin 2021      | 1 an             |
| Brandon Baddock   | 27 juin 2021      | 1 an             |
| Alex Belzile      | 15 juillet 2021   | 1 an             |

#### Résiliations de contrat
| Joueur          | Date             |
| --------------- | ---------------- |
| Karl Alzner     | 6 octobre 2020   |
| Alexandre Alain | 31 décembre 2020 |

#### Départs au ballotage
| Joueur       | Date            | Nouvelle équipe        |
| ------------ | --------------- | ---------------------- |
| Noah Juulsen | 10 janvier 2021 | Panthers de la Floride |
| Victor Mete  | 11 avril 2021   | Sénateurs d'Ottawa     |

### Joueurs repêchés
Les Canadiens possèdent le 16e droit lors du Repêchage de 2020. Ce dernier se déroule virtuellement. Ils sélectionnent au premier tour Kaiden Guhle, défenseur des Raiders de Prince Albert de la Ligue de hockey de l'Ouest. La liste des joueurs repêchés en 2020 par les Canadiens est la suivante :
| Tour | Choix | Nom              | Poste         | Nationalité        | Équipe précédente                                      |
| ---- | ----- | ---------------- | ------------- | ------------------ | ------------------------------------------------------ |
| 1    | 16    | Kaiden Guhle     | Défenseur     | Canada             | Raiders de Prince Albert (LHOu)                        |
| 2    | 47    | Luke Tuch        | Attaquant     | États-Unis         | United States National Team Development Program (USHL) |
| 2    | 48    | Jan Myšák        | Centre        | République tchèque | Bulldogs de Hamilton (LHO)                             |
| 4    | 102   | Jack Smith       | Centre        | États-Unis         | Cathedral de St. Cloud (USHS-MN)                       |
| 4    | 109   | Blake Biondi     | Centre        | États-Unis         | Musketeers de Sioux City (USHL)                        |
| 4    | 124   | Sean Farrell     | Ailier gauche | Canada             | Steel de Chicago (USHL)                                |
| 5    | 136   | Jakub Dobes      | Gardien       | Canada             | Lancers d’Omaha (USHL)                                 |
| 6    | 171   | Alexander Gordin | Ailier droit  | Russie             | SKA-Neva (VHL)                                         |

1. ↑  Choix acquis le 30 juin 2019 en compagnie d'un choix de 7e tour en 2020 (le 203e au total) et d’un choix de 3e tour en 2021, lors d’un échange avec les Blackhawks. Montréal cède Andrew Shaw et un choix de 7e tour en 2021[51]
2. ↑  Choix acquis le 30 juin 2018 en compagnie de Steve Mason, de Joel Armia et d'un choix de 7e tour 2019, lors d’un échange avec les Jets. Montréal cède Simon Bourque[52]
3. ↑  Choix acquis le 7 octobre 2020 en compagnie d'un choix de 2e tour en 2021, lors d’un échange avec le Lightning. Montréal cède en retour un choix de 2e tour en 2020 (le 57e au total)[53]
4. ↑  Choix acquis le 22 juin 2018 lors d’un échange avec les Panthers. Montréal cède un choix de 5e tour en 2019[54]

Les Canadiens ont également cédé 3 de leurs choix d'origine : 
- le 78e, un choix de 3e tour aux Blue Jackets de Columbus le 6 octobre 2020, avec Max Domi en retour de Josh Anderson[55]
- le 140e, un choix de 5e tour aux Kings de Los Angeles le 7 octobre 2020 lors d’un échange avec les Hurricanes. Los Angeles cède un choix de 6e tour en 2020 (159e au total) et un choix de 7e tour en 2021[56]
La Caroline a précédemment acquis ce choix le 12 septembre 2020 lors d'un échange avec les Canadiens, leur cédant Joel Edmundson[57]
- le 202e, un choix de septième tour acquis par les Predators de Nashville lors d'un échange avec les Flyers de Philadelphie le 7 octobre 2020, avec un autre choix de 7e tour au repêchage de 2020 en retour d'un choix de 5e tour[58]. Philadelphie a précédemment acquis ce choix, en retour d'un choix de 7e tour en 2019[59].

## Composition de l'équipe
L'équipe 2020-2021 des Canadiens est entraînée au départ par Claude Julien, assisté de Dominique Ducharme, Luke Richardson, Kirk Muller, Stéphane Waite et Mario Leblanc. Puis dès le 24 février, Claude Julien, Kirk Muller et Stéphane Waite sont remerciés et remplacés par Dominique Ducharme, Alexandre Burrows et Sean Burke ; le directeur général de la franchise est Marc Bergevin.
Les joueurs ayant pris part à au moins un match sont inscrits dans le tableau ci-dessous. Les buts des séances de tir de fusillade ne sont pas comptés dans ces statistiques. Certains d'entre eux ont également disputé des rencontres avec l'équipe associée aux Canadiens : le Rocket de Laval, franchise de la Ligue américaine de hockey.
En raison de la pandémie, la ligue met en place un encadrement élargi appelé Taxi-squad. Il s'agit de joueurs se tenant à disposition avec l'équipe prêt à remplacer quiconque dans le contingent serait déclaré positif à la COVID-19. Quatorze parmi eux n'ont disputé aucune rencontre avec les Canadiens : Brandon Baddock, Joseph Blandisi, Laurent Dauphin, Vassili Demtchenko, Cale Fleury, Cameron Hillis, Charlie Lindgren, Michael McNiven, Gustav Olofsson, Michael Pezzetta, Ryan Poehling, Joel Teasdale, Lukas Vejdemo et Hayden Verbeek.
| No | Nationalité | Joueur         | PJ | V  | D  | DP | Min   | BC | BL | Moy  | %Arr | A | Pun | Commentaire |
| -- | ----------- | -------------- | -- | -- | -- | -- | ----- | -- | -- | ---- | ---- | - | --- | ----------- |
| 30 | États-Unis  | Cayden Primeau | 4  | 1  | 2  | 1  | 202   | 14 | 0  | 4,46 | 84,9 | 0 | 0   |             |
| 31 | Canada      | Carey Price    | 25 | 12 | 7  | 5  | 1 479 | 65 | 1  | 2,88 | 90,1 | 0 | 0   |             |
| 34 | Canada      | Jake Allen     | 29 | 11 | 12 | 5  | 1 703 | 76 | 0  | 2,92 | 90,7 | 0 | 2   |             |

| No | Nationalité | Joueur            | PJ | B  | A  | Pts | Pun | Commentaire                                          |
| -- | ----------- | ----------------- | -- | -- | -- | --- | --- | ---------------------------------------------------- |
| 6  | Canada      | Shea Weber        | 48 | 6  | 13 | 19  | 33  | capitaine de l'équipe                                |
| 8  | Canada      | Ben Chiarot       | 41 | 1  | 6  | 7   | 50  |                                                      |
| 26 | États-Unis  | Jeff Petry        | 55 | 12 | 30 | 42  | 20  |                                                      |
| 27 | Russie      | Aleksandr Romanov | 54 | 1  | 5  | 6   | 21  |                                                      |
| 28 | États-Unis  | Jon Merrill       | 13 | 0  | 0  | 0   | 4   | A commencé la saison avec les Red Wings de Détroit   |
| 32 | Suède       | Erik Gustafsson   | 5  | 0  | 2  | 2   | 0   | A commencé la saison avec les Flyers de Philadelphie |
| 44 | Canada      | Joel Edmundson    | 55 | 3  | 10 | 13  | 25  |                                                      |
| 53 | Canada      | Victor Mete       | 14 | 0  | 3  | 3   | 6   | A fini la saison avec les Sénateurs d'Ottawa         |
| 61 | Canada      | Xavier Ouellet    | 6  | 0  | 0  | 0   | 2   |                                                      |
| 64 | Finlande    | Otto Leskinen     | 1  | 0  | 0  | 0   | 0   |                                                      |
| 77 | Canada      | Brett Kulak       | 46 | 2  | 6  | 8   | 20  |                                                      |

| No | Nationalité        | Joueur             | Poste | PJ | B  | A  | Pts | Pun | Commentaire                                     |
| -- | ------------------ | ------------------ | ----- | -- | -- | -- | --- | --- | ----------------------------------------------- |
| 11 | Canada             | Brendan Gallagher  | AD    | 35 | 14 | 9  | 23  | 16  | assistant capitaine                             |
| 14 | Canada             | Nicholas Suzuki    | C     | 56 | 15 | 26 | 41  | 26  |                                                 |
| 15 | Finlande           | Jesperi Kotkaniemi | C     | 56 | 5  | 15 | 20  | 12  |                                                 |
| 17 | Canada             | Josh Anderson      | AD    | 52 | 17 | 7  | 24  | 38  |                                                 |
| 21 | Canada             | Eric Staal         | C     | 21 | 2  | 1  | 3   | 2   | A commencé la saison avec les Sabres de Buffalo |
| 22 | États-Unis         | Cole Caufield      | AD    | 10 | 4  | 1  | 5   | 2   |                                                 |
| 24 | Canada             | Phillip Danault    | C     | 53 | 5  | 19 | 24  | 24  |                                                 |
| 40 | Finlande           | Joel Armia         | AD    | 41 | 7  | 7  | 14  | 10  |                                                 |
| 41 | Canada             | Paul Byron         | AG    | 46 | 5  | 11 | 16  | 12  | assistant capitaine                             |
| 56 | Finlande           | Jesse Ylönen       | AD    | 1  | 0  | 0  | 0   | 0   |                                                 |
| 60 | Canada             | Alex Belzile       | AD    | 2  | 0  | 1  | 1   | 0   |                                                 |
| 62 | Finlande           | Artturi Lehkonen   | AG    | 47 | 7  | 6  | 13  | 6   |                                                 |
| 67 | République tchèque | Michael Frolik     | AD    | 8  | 0  | 0  | 0   | 0   |                                                 |
| 71 | Canada             | Jake Evans         | C     | 47 | 3  | 10 | 13  | 29  |                                                 |
| 73 | Canada             | Tyler Toffoli      | AD    | 52 | 28 | 16 | 44  | 24  |                                                 |
| 90 | République tchèque | Tomáš Tatar        | AG    | 50 | 10 | 20 | 30  | 8   |                                                 |
| 92 | Canada             | Jonathan Drouin    | AG    | 44 | 2  | 21 | 23  | 20  |                                                 |
| 94 | Canada             | Corey Perry        | AD    | 49 | 9  | 12 | 21  | 39  |                                                 |

## Saison régulière

### Déroulement de la saison

#### Janvier
Le premier match que disputent les Canadiens a lieu le 13 janvier 2021 à Toronto, contre les Maple Leafs de Toronto. Nick Suzuki ouvre la marque en avantage numérique au cours de la première période. Trois minutes plus tard, William Nylander marque. Après deux périodes, le pointage est de 3-3. Àprès 1 minute dans la troisième période, les Canadiens obtiennent l'avantage après que le nouveau arrivé, Josh Anderson, ait marqué son deuxième but du match. Les Leafs répliquent et Jimmy Vesey marque. Ils finissent par perdre ce premier affrontement sur le score de 5 à 4, après prolongation.
Le 16 janvier 2021 et le 18 janvier 2021, les Canadiens affrontent les Oilers d’Edmonton à Edmonton. Le premier match se solde par une victoire 5 à 1 pour les Canadiens . Le deuxième affrontement marque les débuts du Gardien Jake Allen dans le maillot des Canadiens, ils vainquent 3 à 1 les Oilers.
Du 20 janvier 2021 au 23 janvier 2021, les Canadiens se rendent à Vancouver et affrontent 3 fois les Canucks. Lors du premier affrontement, Tyler Toffoli s’illustre face à son ancienne équipe, en inscrivant 3 buts pour les Canadiens. Malgré cela, les Canucks remportent la mise aux tirs au but sur le score de 6 à 5. Lors du deuxième match, les Canadiens s’imposent 7 à 3, Tyler Myers vient passer sa frustration sur Joel Armia en lui appliquant une lourde charge, ce dernier en ressort avec une commotion cérébrale. Pour le troisième affrontement, Corey Perry prend la place vacante dans l’alignement et marque son premier but pour les Canadiens. Joel Edmundson venge son équipier en se battant contre Tyler Myers et les Canadiens repartent avec les 2 points de la victoire.
Au terme de cette première semaine, Tyler Toffoli qui a marqué 5 buts et 3 aides pour un différentiel de +6 est logiquement nommé première étoile de la semaine par la Ligue nationale de hockey .
Le 28 janvier 2021, les Canadiens disputent leur premier match à domicile. Ils accueillent les Flames de Calgary, mais ne leur laissent aucune chance, remportant la rencontre 4 à 2. Le 30 janvier 2021, lors du match retour, les Flames infligent leur première défaite en temps réglementaire de la saison aux Canadiens.

#### Février
Le 1er février 2021, Les Canadiens reçoivent les Canucks au Centre Bell. Victor Mete est inséré dans la formation pour la première fois de la saison, à la place de Brett Kulak. Artturi Lehkonen dispute son 300e match dans la LNH en marquant un but. Corey Perry enregistre un 800e point dans la LNH avec une mention d’aide sur un but de Jeff Petry. Les Canadiens s’imposent 6 à 2.
Le 2 février 2021, les deux équipes disputent une nouvelle rencontre. Il s’agit du 1000e match pour le capitaine des Canadiens, Shea Weber. Brett Kulak réintègre la formation, à la place d’Aleksandr Romanov et les Canadiens s’imposent à nouveau 5 à 3.
Le 4 février 2021, Les Canadiens défient les Sénateurs d’Ottawa à Montréal. Ces derniers restent sur neufs défaites d’affilée avant cette confrontation. Ils vont malgré tout réussir à battre l’équipe en forme du moment sur le score de 3 à 2. Ce match est particulier, car il est le premier ou les Canadiens présentent un nouveau maillot, le « Adidas Reverse Retro » à prédominance bleue. 
Le 6 février 2021, les Canadiens prennent leur revanche sur les Sénateurs en s’imposant 2-1 à Ottawa et offrir ainsi à leur entraîneur, Claude Julien, sa 200e victoire avec le club de Montréal.
Le 7 février 2021, Jeff Petry est nommé troisième étoile de la première semaine de février, derrière David Pastrnak des Bruins de Boston et Patrick Kane des Blackhawks de Chicago, respectivement premier et second.
Le 10 février 2021, Joel Armia fait un retour au sein du contingent après avoir soigné sa commotion, Paul Byron étant désigné comme joueur surnuméraire. Les Canadiens s’inclinent à domicile contre les Maple Leafs.
Le 11 février 2021, les Canadiens jouent avec leur maillot Reverse Retro pour la deuxième fois et sont blanchit pour une seconde occasion de la saison par les Oilers d’Edmonton, sur le score de 3-0.
Le 13 février 2021, les Canadiens affrontent les Maple Leafs à Toronto. Tomáš Tatar et Brett Kulak sont écartés de la formation, remplacés par Paul Byron et Victor Mete. Les Canadiens remportent le match 2-1.
Le 20 février 2021, après une pause de sept jours, les Canadiens affrontent les Maple Leafs à Montréal. Tomáš Tatar est réintégré dans l’effectif, au détriment de Corey Perry. Auteurs d’une seconde période catastrophique (4 buts accordés), les Canadiens ont le mérite de ne pas baisser les bras. Ils inscrivent 3 réussites durant le 3e tiers, mais s’inclinent sur le score de 5-3.
Le 21 février 2021, les Canadiens se rendent à Ottawa pour disputer leur premier match d’une série de quatre sur la route. Corey Perry réintègre l’alignement à la place d’Artturi Lehkonen et Jake Allen est le gardien partant pour une septième fois cette saison. Les deux équipes n’arrivent pas à se départager durant le temps réglementaire et ont donc recours aux prolongations. Les Sénateurs d’Ottawa remportent les deux points de la victoire sur le score de 3-2.
Le 23 février 2021, un nouvel affrontement avec les Sénateurs à Ottawa a lieu. Brett Kulak prend la place de Victor Mete au sein de l’alignement et Carey Price est à nouveau le gardien partant. Erik Brannstrom inscrit son premier but en carrière dans la LNH, lorsqu’il déjoue Price en deuxième période. À la fin du temps réglementaire, le score est de 4-4 et il faut attendre les tirs de barrage pour départager les deux équipes. Tim Stützle et Josh Norris sont les deux seuls joueurs à réussir le leur, donnant la victoire aux Sénateurs.
Le 24 février 2021, Claude Julien et Kirk Muller sont relevés de leurs fonctions. Dominique Ducharme est nommé entraîneur-chef par intérim et Alexandre Burrows rejoint le personnel d’entraîneurs adjoints.
Le 25 février 2021, Ducharme dirige son premier match à la barre des Canadiens, contre les Jets à Winnipeg. Artturi Lehkonen réintègre la formation à la place de Jake Evans. Lors du premier tiers, Joel Armia inscrit deux buts contre son ancienne équipe, donnant une avance aux visiteurs. Mais la rencontre tourne ensuite à l’avantage des Jets, qui finissent par l’emporter 6-3.
Le 27 février 2021, les Canadiens ont rendez-vous contre les Jets une seconde fois. Josh Anderson rate un premier match cette saison à la suite de la blessure qu’il a subie lors de la confrontation précédente. Jake Evans réintègre donc la formation et Jake Allen est le gardien partant. Jeff Petry dispute une 700e rencontre en carrière ce soir. Il faut attendre les prolongations pour voir Paul Stastny inscrire un but et donner la victoire aux Jets sur le score de 2-1.

#### Mars
Le 2 mars 2021, Les Canadiens sont de retour à Montréal, pour affronter les Sénateurs. Ils s’imposent sur la marque de 3-1.
Le 3 mars 2021, Stéphane Waite est démis de ses fonctions d’entraineur des gardiens, après 8 années passées à ce poste. La direction annonce que Sean Burke qui jusqu’à maintenant occupait un poste de recruteur, va désormais gérer les gardiens.
Le 4 mars 2021, Les Jets font escale à Montréal. Jake Allen est choisi comme gardien pour ce match. Après un tiers, les Jets ont marqué deux fois, par Paul Statsny et Mathieu Perreault, mais Brendan Gallagher et Tyler Toffoli ramènent les deux équipes à égalité lors de la deuxième période. Durant le troisième tiers, chaque formation inscrit un but et il faut des prolongations pour les départager. À 30 secondes de la fin du temps supplémentaire, Pierre-Luc Dubois fait trembler le filet, offrant la victoire aux Jets.
Le 6 mars 2021, un second affrontement contre les Jets a lieu à Montréal. Josh Anderson revient de blessure après avoir manqué 3 matchs, il prend la place de Lehkonen. Cette rencontre se déroule différemment de la précédente, les Canadiens s’imposent 7-1, avec un doublé de Gallagher.
Le 8 mars 2021, l’équipe se rend à Vancouver pour affronter les Canucks. Jeff Petry trouve rapidement le fond des filets en première période, mais les Canadiens ne parviennent pas à en marquer un second et voient les Canucks en inscrire un alors qu’il restait 41 secondes de jeu. Le match se décide aux tirs de barrage et Bo Horvat est le seul à réussir le sien, donnant le gain aux Canucks.
Le 10 mars 2021, un match retour a lieu toujours à Vancouver. Ducharme choisit de brasser ses trios offensifs pour apporter un nouveau souffle à l’équipe. Anderson complète une ligne avec Nicholas Suzuki et Jonathan Drouin. Gallagher est associé avec Jesperi Kotkaniemi et Tyler Toffoli. Tomáš Tatar et Phillip Danault se retrouvent avec Joel Armia. Le quatrième trio est composé de Paul Byron, Jake Evans et Corey Perry. Ces changements se révèlent bénéfiques, ils permettent aux Canadiens de s’imposer 5-1.
Le lendemain, les Canadiens se rendent à Calgary pour y affronter les Flames. Victor Mete remplace Ben Chiarot dans l’alignement, ce dernier est rentré à Montréal après s’être fracturé la main droite la veille durant la confrontation contre les Canucks. Allen est le gardien protégeant les buts de Montréal et Tatar dispute son 600e match dans la LNH. Les Canadiens s’inclinent sur le score de 2-1.
Le 13 mars 2021, l’équipe dispute à nouveau un match contre les Flames à Calgary. Lehkonen réintègre la formation à la place de Jake Evans et Carey Price obtient la charge de protéger le but. Montréal s’incline une fois de plus contre les Flames sur le score de 3-1.
Le 15 mars 2021, ils se rendent à Winnipeg pour y affronter les Jets. Xavier Ouellet a été rappelé du Rocket de Laval et prend part à son premier match de LNH cette saison, il remplace Victor Mete. Carey Price est le gardien partant pour ce qui représente son 700e match de LNH. Il est le sixième gardien à atteindre cette marque en ne jouant que pour une seule franchise, il rejoint Terry Sawchuk, Tony Esposito, Olaf Kolzig, Martin Brodeur et Henrik Lundqvist. Il réalise trente-quatre arrêts pour permettre à son équipe de remporter le match 4-2.
Deux jours plus tard, la confrontation retour a lieu contre les Jets, toujours à Winnipeg. Nicholas Suzuki atteint le plateau des 100 matchs de LNH durant cette rencontre. Mené 2-0 après un tiers, Montréal a le mérite de revenir 3-3 à la fin du temps réglementaire, mais les Canadiens s’inclinent malgré tout sur le score de 4-3 en prolongation.
Le 19 mars 2021, les Canadiens font un retour à Montréal et y affrontent les Canucks. Jake Allen garde le filet et dispute son 300e match dans la LNH. Malgré ses vingt-cinq arrêts, il ne peut empêcher les Canucks de remporter la victoire 3-2 en prolongation.
Le lendemain a lieu un match retour contre les Canucks. Il s’agit du dernier affrontement contre les Canucks en saison régulière. Tyler Toffoli étant blessé, il cède sa place à Artturi Lehkonen et Victor Mete remplace Xavier Ouellet en défense. La rencontre se décide aux tirs de barrage et Tatar la victoire aux Montréalais.
Le match prévu contre les Oilers le 22 mars 2021 est reporté. Deux jours plus tard, l’équipe annonce que deux joueurs ont été ajoutés au protocole de la COVID-19 et que la formation ne pourra disputer de rencontre jusqu’au 28 mars 2021.
Le 30 mars 2021, les Canadiens sont à nouveau autorisés à poursuivre le championnat, ils affrontent les Oilers à Montréal. Michael Frolik dispute son premier match dans l’uniforme des Canadiens. Montréal signe un retour convaincant, l’emportant 4-0.

#### Avril
Le 1er avril 2021, l’équipe se rend à Ottawa pour affronter les Sénateurs. Avec Jake Allen dans les buts, ils s’imposent sur le score de 4-1.
Le 3 avril 2021, les Sénateurs viennent à Montréal. Tyler Toffoli est de retour sur la glace après avoir manqué les trois derniers matchs pour les Canadiens. Malgré un troisième doublé de Anderson pour cette saison, les Canadiens s’inclinent sur le score de 6-3.
Le 5 avril 2021 a lieu un affrontement avec les Oilers à Montréal. Il s’agit du premier match pour Eric Staal dans l’uniforme des Canadiens, il complète un trio avec Jonathan Drouin et Tyler Toffoli. Il offre même la victoire en marquant lors des prolongations. Les Canadiens s’imposent 3-2.
Le 7 avril 2021, l’équipe se rend à Toronto pour affronter les Maple Leafs. Brendan Gallagher a subi une fracture du pouce lors du match précédent et va être absent pour une durée indéterminée. Carey Price est lui aussi annoncé blessé. Kotkaniemi est muté sur l’aile d’un trio avec Danault et Tatar, la place normalement prise par Gallagher. Josh Anderson dispute une 300e rencontre dans la LNH. Les Canadiens s’inclinent sur la marque de 3-2.
Le 8 avril 2021, les Canadiens reçoivent les Jets à Montréal. Jake Allen protège à nouveau le filet étant donné la blessure de Price, mais il ne faut que dix-huit secondes à Josh Morrissey pour le battre. Winnipeg l’emporte finalement 4-2.
Le 10 avril 2021 a lieu une seconde confrontation de suite contre les Jets à Montréal. En marge de la partie était organisée l’action Le hockey pour vaincre le cancer. Otto Leskinen dispute son premier match cette saison, remplaçant Mete dans l’alignement. Les Jets remportent l'affrontement haut la main, 5-0.
Le 12 avril 2021, les Maple Leafs viennent défier les Canadiens à Montréal. Leskinen n’ayant pas convaincu, Ouellet prend sa place. Les Canadiens parviennent à stopper leur série de trois revers en remportant cette confrontation 4-2.
Le 14 avril 2021 a lieu un affrontement contre les Flames au Centre Bell. Joel Armia est de retour dans la formation après avoir manqué huit matchs des suites de la COVID-19. Les Flames l’emportent 4-1.
Le 16 avril 2021 se déroule le match retour contre les Flames, toujours à Montréal. Chiarot réintègre le contingent après avoir raté les 15 dernières rencontres, de même qu’il dispute son 400e match dans la LNH. Les Canadiens l’emportent 2-1.
Le 17 avril 2021, Montréal reçoit les Sénateurs. Carey Price revient devant le filet après avoir manqué les six derniers matchs. Il s'est remis d’une blessure au bas du corps. Mais les Canadiens s’inclinent 4-0.
Le 19 avril 2021, après six matchs à domicile, les Canadiens se rendent dans l’Ouest pour affronter les Oilers à Edmonton. Price est à nouveau le gardien partant, mais étant percuté par Alex Chiasson durant le premier tiers, il laisse sa place à Allen pour les quarante dernières minutes. Edmonton s’impose 4-1.
Le 21 avril 2021 a lieu un second match de suite contre les Oilers à Edmonton. Jon Merrill récemment acquis des Red Wings de Détroit fait ses débuts avec les Canadiens au sein d’un duo avec Aleksandr Romanov. Montréal repart avec la victoire, 4-3.
Le 23 avril 2021, les Canadiens affrontent les Flames à Calgary. Jonathan Drouin est écarté de la formation, qui va aligner sept défenseurs, Erik Gustafsson fraîchement acquis des Flyers de Philadelphie va faire ses débuts dans l’uniforme montréalais. Les Flames remportent cette confrontation 4-2.
Le 24 avril 2021 se déroule un second match en deux jours, toujours contre les Flames et encore à Calgary. Cayden Primeau obtient un premier départ cette saison et Jake Evans revient dans la formation pour remplacer Byron blessé au bas du corps. Montréal perd sur le score de 5-2.
Le 26 avril 2021, l’équipe affronte pour une dernière fois en saison régulière les Flames, à Calgary. Cole Caufield fait ses débuts dans la LNH sur un trio en compagnie de Danault et Tatar. Les Canadiens remportent le match 2-1.
Le 28 avril 2021 se déroule un affrontement entre les Maple Leafs et les Canadiens à Montréal. En plus des blessés inscrits sur la liste (Gallagher et Price), Drouin, Tatar et Byron ne figurent pas sur la feuille de match. Michael Frolik obtient donc un troisième match cette saison. Les Maple Leafs remportent la rencontre 4-1.
Ce même jour, l'entraîneur Dominique Ducharme se présente à un point presse. Il annonce l'absence Jonathan Drouin pour le reste de la saison. Ce dernier est placé sur la liste des blessés à long terme. Devant l'insistance des journalistes, il dément les différentes hypothèses dont celle qu'il aurait été admit au programme de lutte contre la dépendance de la LNH. Il précise que cette absence est justifiée par des problèmes personnels.
Le 30 avril 2021, ils affrontent pour une dernière fois en saison régulière les Jets, à Montréal. Le capitaine Shea Weber est annoncé blesser et remplacé par Gustafsson. Les Canadiens remportent le match 5-3.

#### Mai
Le 1er mai 2021, les Sénateurs s’amènent à Montréal. Primeau obtient un second départ cette saison et Kulak est réintégré au sein de la brigade défensive à la place de Gustafsson. Les Canadiens s'imposent en prolongation, grâce au premier but en carrière de Caufield.
Le 3 mai 2021 a lieu un affrontement contre les Maple Leafs au Centre Bell. Jon Merrill dispute son 400e match dans la LNH. à cinquante-deux secondes du terme de la rencontre, Danault créé l'égalité, forçant une prolongation dans laquelle Caufield joue à nouveau les héros en permettant à Montréal d'empocher les trois points.
Le 5 mai 2021, le dernier affrontement contre les Sénateurs de la saison régulière, a lieu à Ottawa. Caufield obtient une promotion, évoluant sur un trio avec Anderson et Danault. Edmundson inscrit le seul but des Canadiens dans une défaite 5-1.
Le 6 mai 2021, les Canadiens vont défier les Maple Leafs à Toronto. Tatar fait un retour après avoir manqué cinq matchs à la suite d'une blessure, c'est Frolik qui cède sa place. Après à peine seize secondes de jeu, Alexander Galchenyuk ouvre la marque pour Toronto contre l'équipe qui l'avait repêché en 2012. Les Maple Leafs s'imposent 5-2 au terme de la rencontre.
Le 8 mai 2021 se déroule le dernier affrontement de la saison régulière contre les Maple Leafs, à Toronto. Alex Belzile dispute son premier match de LNH et obtient son premier point en inscrivant une passe.
Le 10 mai 2021, les Oilers s’amènent à Montréal. Paul Byron est de retour après avoir manqué neuf matchs des suites d'une blessure. Il inscrit son 200e point en LNH en distribuant une passe sur un but de Jake Evans. Les Canadiens, bien qu'ils s'inclinent 4-3 en prolongation, valident leur participation aux séries éliminatoires.
Le 11 mai 2021, les Canadiens nomment Corey Perry pour le trophée Bill-Masterton, remis annuellement par la ligue au joueur ayant démontré le plus de qualité de persévérance et d'esprit d'équipe,.
Le 12 mai 2021 a lieu la dernière rencontre de la saison régulière, contre les Oilers, à Montréal. Les Canadiens étant qualifiés pour les séries, l'entraîneur Ducharme décide de reposer plusieurs de ces joueurs : Toffoli, Anderson, Staal, Petry et Edmundson. Il intègre dans l'alignement à leur place : Belzile, Frolik, Ouellet, Gustafsson et Ylönen (qui dispute son premier match en carrière). Primeau obtient le poste de gardien titulaire et Lindgren celui d'auxiliaire. Les Canadiens finissent par s'incliner en prolongation 4-3.
Ce même jour, les Canadiens honorent Jake Allen en lui remettant le trophée Jacques-Beauchamp-Molson. C'est une récompense interne aux Canadiens qui consacre le joueur ayant un rôle déterminant durant la saison pour l'équipe, sans en retirer une quelconque gloire particulière.
Le 12 mai 2021, les Canadiens nomment Jonathan Drouin pour le trophée King-Clancy, remis annuellement par la ligue au joueur ayant démontré le meilleur exemple de leadership et contribuant à la société. Il est nommé pour son soutien à une association œuvrant à aider les enfants dans le besoin, ainsi que sa participation à la distribution de masques.

### Match après match
Cette section présente les résultats de la saison régulière qui s'est déroulée du 13 janvier au 12 mai. Le calendrier de cette dernière est annoncé par la ligue le 23 décembre 2020.
Nota : les résultats sont indiqués dans la boîte déroulante ci-dessous afin de ne pas surcharger l'affichage de la page. La colonne « Fiche » indique à chaque match le parcours de l'équipe au niveau des victoires, défaites et défaites en prolongation ou lors de la séance de tir de fusillade (dans l'ordre). La colonne « Pts » indique-les points récoltés par l'équipe au cours de la saison. Une victoire rapporte deux points et une défaite en prolongation, un seul.
| No | Date        | Adversaire  | Lieu      | Score    | Buteur(s) des Canadiens | Fiche    | Pts | Gardien de but                  | Patinoire             | Résumé     |
| -- | ----------- | ----------- | --------- | -------- | --- | -------- | --- | ------------------------------- | --------------------- | ---------- |
| 1  | 13 janvier  | Maple Leafs | Toronto   | 4-5 (P)  | Suzuki (Drouin – Petry) Anderson (Drouin – Petry) Tatar (Romanov – Weber) Anderson (Drouin – Edmundson)                                                        | 0-0-1    | 1   | Price                           | Scotiabank Arena      | [ fdm 1 ]  |
| 2  | 16 janvier  | Oilers      | Edmonton  | 5-1      | Petry (Suzuki – Weber) Tatar (Danault – Gallagher) Petry (Danault) Evans Tatar (Gallagher)                                                                     | 1-0-1    | 3   | Price                           | Rogers Place          | [ fdm 2 ]  |
| 3  | 18 janvier  | Oilers      | Edmonton  | 3-1      | Romanov (Kulak – Byron) Weber (Suzuki - Toffoli) Lehkonen (Petry)                                                                                              | 2-0-1    | 5   | Allen                           | Rogers Place          | [ fdm 3 ]  |
| 4  | 20 janvier  | Canucks     | Vancouver | 5-6 (TF) | Toffoli (Kotkaniemi) · Toffoli (Suzuki - Weber) · Gallagher (Tatar - Danault) · Kotkaniemi · Toffoli (Petry – Armia) · TF : Byron - Drouin - Suzuki - Toffoli  | 2-0-2    | 6   | Price                           | Rogers Arena          | [ fdm 4 ]  |
| 5  | 21 janvier  | Canucks     | Vancouver | 7-3      | Toffoli (Armia) Armia (Toffoli) Toffoli (Armia) Anderson (Suzuki - Drouin) Evans (Byron - Lehkonen) Armia (Kotkaniemi) Chiarot (Petry - Tatar)                 | 3-0-2    | 8   | Allen                           | Rogers Arena          | [ fdm 5 ]  |
| 6  | 23 janvier  | Canucks     | Vancouver | 5-2      | Suzuki (Kulak - Drouin) Perry (Chiarot - Toffoli) Gallagher (Tatar) Drouin (Anderson) Edmundson                                                                | 4-0-2    | 10  | Price                           | Rogers Arena          | [ fdm 6 ]  |
| 7  | 28 janvier  | Flames      | Montréal  | 2-4      | Gallagher (Perry - Kotkaniemi) Weber (Petry - Drouin) Anderson (Kotkaniemi - Drouin) Toffoli (Suzuki)                                                          | 5-0-2    | 12  | Price                           | Centre Bell           | [ fdm 7 ]  |
| 8  | 30 janvier  | Flames      | Montréal  | 2-0      | | 5-1-2    | 12  | Price                           | Centre Bell           | [ fdm 8 ]  |
| 9  | 1er février | Canucks     | Montréal  | 2-6      | Suzuki (Anderson - Drouin) Lehkonen Petry (Byron - Lehkonen) Gallagher (Suzuki) Petry (Perry - Kotkaniemi) Toffoli (Weber - Petry)                             | 6-1-2    | 14  | Price                           | Centre Bell           | [ fdm 9 ]  |
| 10 | 2 février   | Canucks     | Montréal  | 3-5      | Anderson (Chiarot - Suzuki) Anderson (Kulak - Suzuki Toffoli (Edmundson - Petry) Toffoli (Kotkaniemi - Weber) Petry (Toffoli)                                  | 7-1-2    | 16  | Allen                           | Centre Bell           | [ fdm 10 ] |
| 11 | 4 février   | Sénateurs   | Montréal  | 3-2      | Gallagher (Tatar - Danault) Danault | 7-2-2    | 16  | Price                           | Centre Bell           | [ fdm 11 ] |
| 12 | 6 février   | Sénateurs   | Ottawa    | 2-1      | Petry Anderson (Suzuki – Drouin) | 8-2-2    | 18  | Allen                           | Centre Canadian Tire  | [ fdm 12 ] |
| 13 | 10 février  | Maple Leafs | Montréal  | 4-2      | Anderson (Drouin) Tatar (Chiarot – Romanov) | 8-3-2    | 18  | Price                           | Centre Bell           | [ fdm 13 ] |
| 14 | 11 février  | Oilers      | Montréal  | 3-0      | | 8-4-2    | 18  | Allen                           | Centre Bell           | [ fdm 14 ] |
| 15 | 13 février  | Maple Leafs | Toronto   | 2-1      | Toffoli (Danault – Gallagher) Gallagher (Petry – Toffoli) | 9-4-2    | 20  | Price                           | Scotiabank Arena      | [ fdm 15 ] |
| 16 | 20 février  | Maple Leafs | Montréal  | 5-3      | Kotkaniemi (Tatar – Edmundson) Byron Toffoli (Romanov – Gallagher)                                                                                             | 9-5-2    | 20  | Price                           | Centre Bell           | [ fdm 16 ] |
| 17 | 21 février  | Sénateurs   | Ottawa    | 2-3 (P)  | Suzuki (Anderson) Perry (Petry) | 9-5-3    | 21  | Allen                           | Centre Canadian Tire  | [ fdm 17 ] |
| 18 | 23 février  | Sénateurs   | Ottawa    | 4-5 (TF) | Weber (Evans – Perry) · Drouin · Weber (Danault – Kulak) · Toffoli (Danault – Edmundson) · TF : Perry - Drouin                                                 | 9-5-4    | 22  | Price                           | Centre Canadian Tire  | [ fdm 18 ] |
| 19 | 25 février  | Jets        | Winnipeg  | 3-6      | Armia (Romanov – Byron) Armia (Drouin – Petry) Tatar (Kotkaniemi – Petry)                                                                                      | 9-6-4    | 22  | Price                           | Bell MTS Place        | [ fdm 19 ] |
| 20 | 27 février  | Jets        | Winnipeg  | 1-2 (P)  | Suzuki (Armia – Chiarot) | 9-6-5    | 23  | Allen                           | Bell MTS Place        | [ fdm 20 ] |
| 21 | 2 mars      | Sénateurs   | Montréal  | 1-3      | Gallagher (Perry – Petry) Petry (Tatar – Kotkaniemi) Toffoli (Suzuki – Gallagher)                                                                              | 10-6-5   | 25  | Price                           | Centre Bell           | [ fdm 21 ] |
| 22 | 4 mars      | Jets        | Montréal  | 4-3 (P)  | Gallagher (Tatar – Perry) Toffoli (Suzuki – Drouin) Perry (Drouin – Petry)                                                                                     | 10-6-6   | 26  | Allen                           | Centre Bell           | [ fdm 22 ] |
| 23 | 6 mars      | Jets        | Montréal  | 1-7      | Anderson (Kotkaniemi – Toffoli) Toffoli (Weber) Gallagher (Danault – Tatar) Armia (Drouin – Suzuki) Byron (Evans) Petry (Tatar – Gallagher)                    | 11-6-6   | 28  | Price                           | Centre Bell           | [ fdm 23 ] |
| 24 | 8 mars      | Canucks     | Vancouver | 1-2 (TF) | Petry (Tatar – Kotkaniemi) · TF : Suzuki - Drouin - Tatar | 11-6-7   | 29  | Price                           | Rogers Arena          | [ fdm 24 ] |
| 25 | 10 mars     | Canucks     | Vancouver | 5-1      | Kotkaniemi (Toffoli) Perry (Byron – Evans) Weber (Drouin – Anderson) Petry (Kotkaniemi – Toffoli) Danault (Edmundson – Armia)                                  | 12-6-7   | 31  | Price                           | Rogers Arena          | [ fdm 25 ] |
| 26 | 11 mars     | Flames      | Calgary   | 1-2      | Perry (Weber) | 12-7-7   | 31  | Allen                           | Scotiabank Saddledome | [ fdm 26 ] |
| 27 | 13 mars     | Flames      | Calgary   | 1-3      | Petry (Drouin – Edmundson) | 12-8-7   | 31  | Price                           | Scotiabank Saddledome | [ fdm 27 ] |
| 28 | 15 mars     | Jets        | Winnipeg  | 4-2      | Kotkaniemi (Drouin – Anderson) Anderson (Toffoli – Suzuki) Toffoli Toffoli (Edmundson)                                                                         | 13-8-7   | 33  | Price                           | Bell MTS Place        | [ fdm 28 ] |
| 29 | 17 mars     | Jets        | Winnipeg  | 3-4 (P)  | Danault (Gallagher – Tatar) Gallagher (Danault) Toffoli (Perry – Drouin)                                                                                       | 13-8-8   | 34  | Price                           | Bell MTS Place        | [ fdm 29 ] |
| 30 | 19 mars     | Canucks     | Montréal  | 3-2 (P)  | Perry (Petry – Tatar) Suzuki (Petry) | 13-8-9   | 35  | Allen                           | Centre Bell           | [ fdm 30 ] |
| 31 | 20 mars     | Canucks     | Montréal  | 4-5 (TF) | Suzuki (Drouin – Weber) · Tatar (Danault – Mete) · Edmundson (Weber – Tatar) · Gallagher (Danault) · TF : Perry - Drouin - Suzuki - Kotkaniemi - Byron - Tatar | 14-8-9   | 37  | Price                           | Centre Bell           | [ fdm 31 ] |
| 32 | 30 mars     | Oilers      | Montréal  | 0-4      | Kotkaniemi (Byron – Lehkonen) Lehkonen (Byron – Edmundson) Gallagher (Weber – Danault) Tatar (Danault – Gallagher)                                             | 15-8-9   | 39  | Price                           | Centre Bell           | [ fdm 32 ] |
| 33 | 1er avril   | Sénateurs   | Ottawa    | 4-1      | Danault (Gallagher – Tatar) Byron (Evans – Lehkonen) Perry (Evans – Mete) Gallagher (Danault – Tatar)                                                          | 16-8-9   | 41  | Allen                           | Centre Canadian Tire  | [ fdm 33 ] |
| 34 | 3 avril     | Sénateurs   | Montréal  | 6-3      | Toffoli (Suzuki – Weber) Anderson (Kotkaniemi – Mete) Anderson (Suzuki – Weber)                                                                                | 16-9-9   | 41  | Price                           | Centre Bell           | [ fdm 34 ] |
| 35 | 5 avril     | Oilers      | Montréal  | 2-3 (P)  | Anderson (Perry – Suzuki) Tatar (Byron) Staal (Toffoli – Petry)                                                                                                | 17-9-9   | 43  | Price                           | Centre Bell           | [ fdm 35 ] |
| 36 | 7 avril     | Maple Leafs | Toronto   | 2-3      | Perry (Suzuki – Edmundson) Perry (Anderson – Toffoli) | 17-10-9  | 43  | Allen                           | Centre Bell           | [ fdm 36 ] |
| 37 | 8 avril     | Jets        | Montréal  | 4-2      | Danault (Tatar – Kotkaniemi) Byron (Petry – Kotkaniemi) | 17-11-9  | 43  | Allen                           | Centre Bell           | [ fdm 37 ] |
| 38 | 10 avril    | Jets        | Montréal  | 5-0      | | 17-12-9  | 43  | Allen                           | Centre Bell           | [ fdm 38 ] |
| 39 | 12 avril    | Maple Leafs | Montréal  | 2-4      | Tatar (Byron – Danault) Suzuki (Weber – Drouin) Anderson (Kulak) Tatar (Byron – Petry)                                                                         | 18-12-9  | 45  | Allen                           | Centre Bell           | [ fdm 39 ] |
| 40 | 14 avril    | Flames      | Montréal  | 4-1      | Kulak (Drouin – Anderson) | 18-13-9  | 45  | Allen                           | Centre Bell           | [ fdm 40 ] |
| 41 | 16 avril    | Flames      | Montréal  | 1-2      | Toffoli (Suzuki – Kulak) Toffoli (Armia – Suzuki) | 19-13-9  | 47  | Allen                           | Centre Bell           | [ fdm 41 ] |
| 42 | 17 avril    | Sénateurs   | Montréal  | 4-0      | | 19-14-9  | 47  | Price                           | Centre Bell           | [ fdm 42 ] |
| 43 | 19 avril    | Oilers      | Edmonton  | 1-4      | Staal (Perry) | 19-15-9  | 47  | Allen (40 min) – Price (20min)  | Rogers Place          | [ fdm 43 ] |
| 44 | 21 avril    | Oilers      | Edmonton  | 4-3      | Lehkonen (Kotkaniemi – Petry) Anderson (Tatar – Petry) Toffoli Anderson (Tatar – Romanov)                                                                      | 20-15-9  | 49  | Allen                           | Rogers Place          | [ fdm 44 ] |
| 45 | 23 avril    | Flames      | Calgary   | 2-4      | Toffoli Armia (Danault) | 20-16-9  | 49  | Allen                           | Scotiabank Saddledome | [ fdm 45 ] |
| 46 | 24 avril    | Flames      | Calgary   | 2-5      | Suzuki (Evans – Gustafsson) Toffoli (Petry – Gustafsson) | 20-17-9  | 49  | Primeau                         | Scotiabank Saddledome | [ fdm 46 ] |
| 47 | 26 avril    | Flames      | Calgary   | 2-1      | Weber (Tatar – Petry) Toffoli (Armia – Suzuki) | 21-17-9  | 51  | Allen                           | Scotiabank Saddledome | [ fdm 47 ] |
| 48 | 28 avril    | Maple Leafs | Montréal  | 4-1      | Suzuki (Petry – Edmundson) | 21-18-9  | 51  | Allen                           | Centre Bell           | [ fdm 48 ] |
| 49 | 30 avril    | Jets        | Montréal  | 3-5      | Suzuki Lehkonen (Chiarot – Evans) Armia (Suzuki – Toffoli) Suzuki (Petry – Perry) Toffoli (Danault)                                                            | 22-18-9  | 53  | Allen                           | Centre Bell           | [ fdm 49 ] |
| 50 | 1er mai     | Sénateurs   | Montréal  | 2-3 (P)  | Petry (Toffoli) Toffoli (Suzuki – Perry) Caufield (Petry – Evans)                                                                                              | 23-18-9  | 55  | Primeau                         | Centre Bell           | [ fdm 50 ] |
| 51 | 3 mai       | Maple Leafs | Montréal  | 2-3 (P)  | Toffoli (Suzuki – Petry) Danault (Suzuki – Petry) Caufield (Petry – Suzuki)                                                                                    | 24-18-9  | 57  | Allen                           | Centre Bell           | [ fdm 51 ] |
| 52 | 5 mai       | Sénateurs   | Ottawa    | 1-5      | Edmundson (Toffoli – Suzuki) | 24-19-9  | 18  | Allen                           | Centre Canadian Tire  | [ fdm 52 ] |
| 53 | 6 mai       | Maple Leafs | Toronto   | 2-5      | Caufield (Perry – Staal) Lehkonen (Toffoli – Petry) | 24-20-9  | 18  | Primeau (20 min) Allen (40 min) | Scotiabank Arena      | [ fdm 53 ] |
| 54 | 8 mai       | Maple Leafs | Toronto   | 2-3      | Kulak (Belzile) Suzuki (Toffoli – Petry) | 24-21-9  | 18  | Allen                           | Scotiabank Arena      | [ fdm 54 ] |
| 55 | 10 mai      | Oilers      | Montréal  | 4-3 (P)  | Evans (Lehkonen – Byron) Byron (Lehkonen – Evans) Lehkonen (Evans – Chiarot)                                                                                   | 24-21-10 | 18  | Allen                           | Centre Bell           | [ fdm 55 ] |
| 56 | 12 mai      | Oilers      | Montréal  | 4-3 (P)  | Caufield Suzuki Suzuki (Caufield) | 24-21-11 | 00  | Primeau                         | Centre Bell           | [ fdm 56 ] |

### Classement de l'équipe
L'équipe des Canadiens finit à la quatrième place de la division Nord Scotia et se qualifie pour les Séries éliminatoires, Les Maple Leafs sont sacrés champions de la division. Au niveau de la Ligue nationale de hockey, cela les place à la 18e place, les premiers étant l'Avalanche du Colorado avec 82 points.
| Clt   | Équipe                 | PJ | V  | D  | DP | BP  | BC  | Pts |
| ----- | ---------------------- | -- | -- | -- | -- | --- | --- | --- |
| +001, | Maple Leafs de Toronto | 56 | 35 | 13 | 7  | 185 | 144 | 77  |
| +002, | Oilers d'Edmonton      | 56 | 35 | 19 | 2  | 183 | 154 | 72  |
| +003, | Jets de Winnipeg       | 56 | 30 | 23 | 3  | 170 | 154 | 63  |
| +004, | Canadiens de Montréal  | 56 | 24 | 21 | 11 | 159 | 168 | 59  |
| +005, | Flames de Calgary      | 56 | 26 | 27 | 3  | 156 | 161 | 55  |
| +006, | Sénateurs d'Ottawa     | 56 | 23 | 28 | 5  | 157 | 190 | 51  |
| +007, | Canucks de Vancouver   | 56 | 23 | 29 | 4  | 151 | 188 | 50  |

- En gras : vainqueur de division
- En italique : équipe qualifiée pour les séries

Avec 159 buts inscrits, les Canadiens possèdent la 17e attaque de la ligue, les meilleures étant l'Avalanche du Colorado avec 197 buts comptabilisés et les moins performants étant les Ducks d'Anaheim avec 126. Au niveau défensif, les Canadiens accordent 168 buts, soit une 18e place pour la ligue, les Golden Knights de Vegas est l'équipe qui a concédé le moins de buts (124) alors qu'au contraire, les Flyers de Philadelphie en accordent 201.

### Meneurs de la saison
Tyler Toffoli est le joueur des Canadiens qui a inscrit le plus de buts (28), le classant à la 7e position au niveau de la ligue. Ce classement est remporté par Auston Matthews des Maple Leafs de Toronto avec 41 réalisations. 
Le joueur comptabilisant le plus d'aides chez les Canadiens est Jeff Petry avec 30 aides, ce qui le classe au 36e rang au niveau de la ligue. le meilleur étant Connor McDavid des Oilers d'Edmonton avec 71 passes comptabilisées. 
Tyler Toffoli, obtenant un total de 44 points est le joueur des Canadiens le mieux placé au classement par point, terminant à la 45e place au niveau de la ligue. Connor McDavid en comptabilise 104 pour remporter ce classement. 
Au niveau des défenseurs, Jeff Petry est le défenseur le plus prolifique de la saison avec un total de quarante-deux points, terminant à la 8e place au niveau de la ligue. Tyson Barrie des Oilers d'Edmonton est le défenseur comptabilisant le plus de points avec un total de quarante-huit. 
Concernant les Gardien, Carey Price accorde 65 buts en 1 478 minutes, pour un pourcentage d’arrêt de 90,1. Jake Allen accorde, quant à lui, 76 buts en 1 702 minutes, pour un pourcentage d'arrêt de 90,7. Jack Campbell est le gardien ayant accordé le moins de buts (43) et Connor Hellebuyck le plus (112). Hellebuyck est également le gardien disputant le plus de minutes de jeu (2602). Alexander Nedeljkovic est le gardien présentant le meilleur taux d’arrêts avec (93,2) et Carter Hart le pire (87,7).
À propos des recrues, Jake Evans comptabilise 13 points, finissant à la 24e place au niveau de la ligue. Kirill Kaprizov du Wild du Minnesota est la recrue la plus prolifique avec un total de 51 points.
Enfin, au niveau des pénalités, les Canadiens ont totalisé 465 minutes de pénalité dont 50 minutes pour Ben Chiarot. Le joueur le plus pénalisé de la ligue est Tom Wilson des Capitals de Washington avec 96 minutes et l'équipe la plus pénalisée est le Lightning de Tampa Bay.

## Séries éliminatoires

### Déroulement des séries

#### Premier tour contre les Maple Leafs
Avec 77 points, l'équipe des Maple Leafs de Toronto est la meilleure équipe de la division Nord à la fin de la saison régulière. Ils comptent dans leurs rangs deux des meilleurs pointeurs du circuit : Mitchell Marner quatrième du classement avec 67 réalisations et Auston Matthews qui compte un point de moins, mais finit meilleur buteur de toute la LNH avec 41 buts. Les deux équipes historiques de la LNH ne se sont pas affrontées en série depuis les quarts de finale de 1979 qui se sont soldées par la victoire en quatre matchs secs des Canadiens.
Les autorités sanitaires du Canada n'ayant pas encore autorisé le public à revenir dans les salles, en raison de la maladie de la COVID-19, les matchs de séries débutent sans spectateurs dans les amphithéâtres, comme s'est déroulée l'entièreté de la saison. Pour garantir la tenue correcte des séries éliminatoires, chaque équipe doit sélectionner 9 joueurs qui constituent un contingent de réserve. Les joueurs choisis par les Canadiens sont : les gardiens Michael McNiven et Cayden Primeau, les défenseurs Cale Fleury, Otto Leskinen et Xavier Ouellet et les attaquants Alex Belzile, Laurent Dauphin, Lukas Vejdemo et Jesse Ylönen.
Dominique Ducharme décide de ne pas aligner trois des jeunes joueurs de la formation et écarte Jesperi Kotkaniemi, Aleksandr Romanov et Cole Caufield. Un peu avant la 10e minute de jeu, Ben Chiarot des Canadiens de Montréal assène une mise en échec au capitaine de Toronto, John Tavares, qui tombe sur la glace et roule sur lui-même. Au même moment, Corey Perry de Montréal passe derrière Tavares et son genou vient heurter la tête du joueur de Toronto. Après plusieurs minutes d'arrêts de jeu, le capitaine des Maple Leafs est conduit hors de la salle sur une civière pour être évacué à l'hôpital. Quelques minutes après le retour au jeu, Josh Anderson lancé par Eric Staal part en échappée entre deux défenseurs de Toronto qu'il arrive à prendre de vitesse puis il trompe le portier de Toronto, Jack Campbell, d'un tir des poignets. Les deux équipes se séparent à la pause sur ce score de 1 à 0. Après cinq minutes de jeu dans le 2e tiers-temps, William Nylander profite d'un rebond sur un lancer lointain pour tromper Price et permettre aux Maple Leafs de revenir dans le match. À une dizaine de minutes de la fin du match, alors que les Canadiens sont en infériorité numérique, Paul Byron part en échappée ; il est fauché par le défenseur suédois de Toronto, Rasmus Sandin, mais tout en glissant sur les genoux, Byron parvient à lever le palet au-dessus de Campbell et à l'envoyer au fond des filets. Malgré une pression importante dans les deux dernières minutes de jeu, la défense de Montréal ne cède pas et les Canadiens l'emportent sur le score de 2 à 1.
Pour l'affrontement numéro deux, Kotkaniemi réintègre la formation pour pallier la blessure de Jake Evans et donne raison à son entraîneur lorsqu'il ouvre le score durant la 8e minute de jeu. Quatre minutes plus tard, Jason Spezza trompe Price du côté de la mitaine pour inscrire la parité. Cinq minutes après le retour des vestiaires, Matthews profite d'un rebond accordé par Price sur un tir de Justin Holl, pour débloquer son compteur en inscrivant son premier but. Moins de dix minutes plus tard, alors que les Canadiens évoluent en infériorité numérique, à la suite d'une pénalité donnée à Kotkaniemi pour harponnage avec le bâton, Sandin marque le 3-1 d'un tir de loin. Environ neuf minutes après le début du 3e tiers, alors que Shea Weber est sur le banc des punitions, Nylander comptabilise un but supplémentaire. Dans les derniers instants du match, Alexander Kerfoot scelle le score du match 5-1, inscrivant un but dans un filet désert. Price a repoussé vingt-neuf tirs dans cette défaite et n'a pu empêcher Matthews d'inscrire trois fois son nom à la feuille de pointage.
Lors de la rencontre numéro trois, la première au Centre Bell, Eric Staal étant blessé, Cole Caufield est envoyé dans la mêlée et Tomáš Tatar qui déçoit de plus en plus est relégué sur le quatrième trio. Après neuf minutes de jeu, Price réalise un arrêt spectaculaire aux dépens de Spezza, mais il ne peut rien quand en deuxième période Nylander décoche un tir lointain. Comme il y avait beaucoup de trafic devant lui, il ne vit pas le départ du tir. Nicholas Suzuki après un peu plus de treize minutes de jeu dans la deuxième période, rétablis la parité en décochant un tir précis. Durant la 16e minute du 2e tiers, Morgan Rielly accepte une passe de Marner et décoche un tir sur réception dans la partie supérieure de la cage défendue par Price. Durant le dernier tiers, les Canadiens ont tout essayé pour revenir, dominant les Leafs 15 à 2 au chapitre des tirs dirigés aux buts, mais ne parviennent pas à déjouer la vigilance de Jack Campbell et s'inclinent donc 2-1.
Le match numéro quatre se déroule lui aussi à Montréal, Staal réintègre l'alignement, remplaçant Artturi Lehkonen blessé. Le premier tiers est relativement équilibré et se conclut sur un score vierge. Au retour de la pause, il ne qu'une minute aux Leafs pour se jouer de la défense montréalaise et que Nylander marque un but facile face à Price impuissant. À la 12e minute de jeu, Spezza double l'avance des Leafs avec la complicité d'Alexander Galchenyuk dans une échappée à deux contre un. Durant la 15e minute, alors que Ben Chiarot est sur le banc des pénalités pour avoir harponné un adversaire, Joe Thornton déjoue Price en déviant une passe de Spezza. Le match se termine sur la marque de 0-4, Galchenyuk inscrivant un but dans un filet désert en fin de match. Les Canadiens ont paru complètement dépassés durant ce match et font face à l'élimination, tirant de l'arrière 1-3 dans cette série.
Deux jours après a lieu le match numéro cinq à Toronto. Les joueurs expérimentés tels que Corey Perry, Staal et Weber se sont exprimés dans le vestiaire et ont réussi à inspirer les jeunes joueurs de l'équipe. Ducharme décide d'amener un défenseur un peu plus offensif en Erik Gustafsson qui embarque sur la glace à la place de Brett Kulak. Les Canadiens commencent le match de manière très agressive et lors de la 5e minute, Joel Armia provoque un revirement et décoche un tir qui finit derrière Campbell. Trois minutes plus tard, à la suite d'un tir de Joel Edmundson, les Leafs ne parviennent pas à dégager la rondelle. Armia en profite pour inscrire un second but dans la mêlée juste devant la cage de Campbell. En seconde période, lors de la 4e minute, Kotkaniemi vient bousculer la relance des Leafs derrière leur filet. Il parvient à substituer la rondelle à Sandin et profite de ce revirement pour porter la marque à 3-0. Une minute et quarante secondes plus tard, Price faisant face à plusieurs tirs se retrouve hors de son but et Zach Hyman en profite pour réduire le score. Lors de la 7e minute du troisième tiers, Jake Muzzin parvient à marquer d'un tir puissant de la ligne bleue, ramenant son équipe à un but des Canadiens. C'est ce même Muzzin qui cinq minutes plus tard permet à son équipe de revenir à égalité, lorsqu'il dévie un tir de Galchenyuk hors de portée de Price. Les deux équipes n'arrivent pas à se départager dans le temps réglementaire et se rendent en prolongation. Il suffit de cinquante-neuf secondes aux Canadiens pour voir partir Caufield et Suzuki en échappée et que ce dernier inscrive le but gagnant.
Avant le sixième match, les Canadiens reçoivent une excellente nouvelle de la part des autorités sanitaires canadiennes, ils vont pouvoir accueillir du public au Centre Bell, 2 500 personnes sont autorisées à assister à cette rencontre. Ducharme procède a deux changements dans sa formation : Il réintègre Evans au détriment de Tatar et Kulak remplace Jon Merrill, blessé. Les Canadiens démarrent cette partie avec beaucoup d'énergie, Weber décochant son premier tir après sept secondes de jeu. À moins de deux minutes de la première sirène, Price réalise un arrêt de la mitaine devant un tir de Marner, pour maintenir un score vierge. Il faut attendre la troisième période pour voir le score se débloquer, durant la 5e minute, alors que Nylander purge une punition pour obstruction, c'est Perry qui trouve la faille et déjoue Campbell. Il s'agit du premier but en avantage numérique dans cette série pour les Canadiens. Une minute plus tard, alors que les Leafs ont deux joueurs sur le banc des pénalités, Tyler Toffoli décoche un tir sur réception d'une passe de Suzuki et inscrit le 2-0. À huit minutes vingt-cinq de la fin du temps réglementaire, Spezza permet à son équipe d'y croire encore, lorsqu'il marque d'un tir dévié sur le bâton de Jeff Petry. Lorsqu'il reste un peu plus de trois minutes, Petry est encore malchanceux lorsqu'il dévie du patin un tir de Thomas James Brodie directement dans son propre but. Il faut à nouveau des prolongations pour départager ces deux équipes. Il faut treize arrêts de Price et attendre 4 minutes et 45 secondes pour voir Kotkaniemi inscrire le but gagnant sur un revirement provoqué par Byron.
Pour la septième rencontre, la pression est clairement sur les épaules des Maple Leaf après qu'ils aillent mener cette série 3 à 1. Les Canadiens jouent l'esprit libéré et même si le score est de 0-0 à la fin des 20 premières minutes, Montréal mène au chapitre des tirs dirigés au but 12 à 8. Au retour des vestiaires, Brendan Gallagher débloque son compteur en inscrivant un but après trois minutes entre les jambières de Campbell. Durant la 15e minute de cette seconde période, Perry, déviant un tir de Suzuki, double la mise pour les Canadiens en avantage numérique. Toffoli inscrit le but de la sécurité dans un filet désert alors qu'il reste deux minutes et trente-huit secondes à jouer. Avec moins de deux minutes à jouer, Nylander parvient enfin à marquer contre Price, mais il est trop tard. Les Maple Leaf s'inclinent sur la marque de 3-1 et sont éliminés en sept matchs par les Canadiens de Montréal.
| 7 juillet 2021 | Toronto | 1-2 (0-1, 1-0, 0-1) | Montréal | Scotiabank Arena |

| Feuille de match | Feuille de match                         | Feuille de match | Feuille de match                                                        | Feuille de match                                                    |
| ---------------- | ---------------------------------------- | ---------------- | ----------------------------------------------------------------------- | ------------------------------------------------------------------- |
|                  | Nylander (Foligno, Rielly) — 24 min 28 s | 0-1 1-1 1-2      | Anderson (Staal, Toffoli) — 12 min 8 s Byron (Armia) — 52 min 44 s (IN) | Arbitrage : Brad Meier, Eric Furlatt David Brisebois, Scott Cherrey |
| Campbell         | Gardiens                                 | Price            |                                                                         | Arbitrage : Brad Meier, Eric Furlatt David Brisebois, Scott Cherrey |
| 15 min           | Pénalités                                | 13 min           |                                                                         | Arbitrage : Brad Meier, Eric Furlatt David Brisebois, Scott Cherrey |
| 36               | Tirs                                     | 30               |                                                                         | Arbitrage : Brad Meier, Eric Furlatt David Brisebois, Scott Cherrey |

| 7 juillet 2021 | Toronto | 5-1 (1-1, 2-0, 2-0) | Montréal | Scotiabank Arena |

| Feuille de match | Feuille de match | Feuille de match        | Feuille de match                         | Feuille de match                                                      |
| ---------------- | --- | ----------------------- | ---------------------------------------- | --------------------------------------------------------------------- |
|                  | Spezza (Bogosian) — 12 min 25 s Matthews (Holl) — 25 min 15 s Sandin (Marner, Matthews) — 33 min 20 s (SN) Nylander (Matthews, Rielly) — 48 min 50 s (SN) Kerfoot (Nylander) — 58 min 32 s (CV) | 0-1 1-1 2-1 3-1 4-1 5-1 | Kotkaniemi (Armia, Toffoli) — 7 min 57 s | Arbitrage : Eric Furlatt, Kevin Pollock Scott Cherrey, Kiel Murchison |
| Campbell         | Gardiens | Price                   |                                          | Arbitrage : Eric Furlatt, Kevin Pollock Scott Cherrey, Kiel Murchison |
| 14 min           | Pénalités | 24 min                  |                                          | Arbitrage : Eric Furlatt, Kevin Pollock Scott Cherrey, Kiel Murchison |
| 34               | Tirs | 23                      |                                          | Arbitrage : Eric Furlatt, Kevin Pollock Scott Cherrey, Kiel Murchison |

| 27 juillet 2021 | Montréal | 1-2 (0-0, 1-2, 0-0) | Toronto | Centre Bell |

| Feuille de match | Feuille de match                    | Feuille de match | Feuille de match                                                             | Feuille de match                                                          |
| ---------------- | ----------------------------------- | ---------------- | ---------------------------------------------------------------------------- | ------------------------------------------------------------------------- |
|                  | Suzuki (Perry, Tatar) — 33 min 56 s | 0-1 1-1 1-2      | Nylander (Kerfoot) — 27 min 18 s Rielly (Marner, James Brodie) — 36 min 35 s | Arbitrage : Graham Skilliter, Kevin Pollock Mark Shewchyk, Kiel Murchison |
| Price            | Gardiens                            | Campbell         |                                                                              | Arbitrage : Graham Skilliter, Kevin Pollock Mark Shewchyk, Kiel Murchison |
| 12 min           | Pénalités                           | 10 min           |                                                                              | Arbitrage : Graham Skilliter, Kevin Pollock Mark Shewchyk, Kiel Murchison |
| 29               | Tirs                                | 29               |                                                                              | Arbitrage : Graham Skilliter, Kevin Pollock Mark Shewchyk, Kiel Murchison |

| 25 mai 2021 | Montréal | 0-4 (0-0, 0-3, 0-1) | Toronto | Centre Bell |

| Feuille de match | Feuille de match | Feuille de match | Feuille de match | Feuille de match                                                         |
| ---------------- | ---------------- | ---------------- | --- | ------------------------------------------------------------------------ |
|                  |                  | 0-1 0-2 0-3 0-4  | Nylander (Galchenyuk, Kerfoot) — 21 min 27 s Spezza (Galchenyuk, Muzzin) — 32 min 28 s Thornton (Spezza, Kerfoot) — 34 min 56 s (SN) Galchenyuk (Kerfoot) — 56 min 29 s (CV) | Arbitrage : Graham Skilliter, Marc Joannette Mark Shewchyk, Steve Barton |
| Price            | Gardiens         | Campbell         | | Arbitrage : Graham Skilliter, Marc Joannette Mark Shewchyk, Steve Barton |
| 4 min            | Pénalités        | 8 min            | | Arbitrage : Graham Skilliter, Marc Joannette Mark Shewchyk, Steve Barton |
| 32               | Tirs             | 28               | | Arbitrage : Graham Skilliter, Marc Joannette Mark Shewchyk, Steve Barton |

| 27 juillet 2021 | Toronto | 3-4 (pr) (0-2, 1-1, 2-0, 0-1) | Montréal | Scotiabank Arena |

| Feuille de match | Feuille de match | Feuille de match            | Feuille de match                                                                                              | Feuille de match                                                     |
| ---------------- | --- | --------------------------- | --- | -------------------------------------------------------------------- |
|                  | Hyman (Marner, Matthews) — 26 min 32 s Muzzin (Simmonds, Nylander) — 46 min 52 s Muzzin (Galchenyuk, Nylander) — 51 min 54 s | 0-1 0-2 0-3 1-3 2-3 3-3 3-4 | Armia — 5 min 13 s Armia (Perry, Staal) — 8 min 18 s Kotkaniemi — 24 min 52 s Suzuki (Caufield) — 60 min 59 s | Arbitrage : Marc Joannette, Brad Meier David Brisebois, Steve Barton |
| Campbell         | Gardiens | Price                       | | Arbitrage : Marc Joannette, Brad Meier David Brisebois, Steve Barton |
| 2 min            | Pénalités | 2 min                       | | Arbitrage : Marc Joannette, Brad Meier David Brisebois, Steve Barton |
| 35               | Tirs | 30                          | | Arbitrage : Marc Joannette, Brad Meier David Brisebois, Steve Barton |

| 29 mai 2021 | Montréal | 3-2 (pr) (0-0, 0-0, 2-2, 1-0) | Toronto | Centre Bell 2 500 spectateurs |

| Feuille de match | Feuille de match                                                                                               | Feuille de match    | Feuille de match                                              | Feuille de match                                                      |
| ---------------- | --- | ------------------- | ------------------------------------------------------------- | --------------------------------------------------------------------- |
|                  | Perry (Toffoli) — 45 min 26 s (SN) Toffoli (Suzuki, Petry) — 46 min 43 s (SN) Kotkaniemi (Byron) — 75 min 15 s | 1-0 2-0 2-1 2-2 3-2 | Spezza (Kerfoot) — 51 min 35 s Brodie (Engvall) — 56 min 49 s | Arbitrage : Kevin Pollock, Eric Furlatt Scott Cherrey, Kiel Murchison |
| Price            | Gardiens | Campbell            |                                                               | Arbitrage : Kevin Pollock, Eric Furlatt Scott Cherrey, Kiel Murchison |
| 8 min            | Pénalités | 8 min               |                                                               | Arbitrage : Kevin Pollock, Eric Furlatt Scott Cherrey, Kiel Murchison |
| 31               | Tirs | 43                  |                                                               | Arbitrage : Kevin Pollock, Eric Furlatt Scott Cherrey, Kiel Murchison |

| 7 juillet 2021 | Toronto | 1-3 (0-0, 0-2, 1-1) | Montréal | Scotiabank Arena |

| Feuille de match | Feuille de match                          | Feuille de match | Feuille de match | Feuille de match                                                    |
| ---------------- | ----------------------------------------- | ---------------- | --- | ------------------------------------------------------------------- |
|                  | Nylander (Matthews, Spezza) — 58 min 24 s | 0-1 0-2 0-3 1-3  | Gallagher (Staal) — 23 min 2 s Perry (Suzuki, Gustafsson) — 35 min 25 s (SN) Toffoli (Staal, Danault) — 57 min 22 s (CV) | Arbitrage : Brad Meier, Kevin Pollock Scott Cherrey, Kiel Murchison |
| Campbell         | Gardiens                                  | Price            | | Arbitrage : Brad Meier, Kevin Pollock Scott Cherrey, Kiel Murchison |
| 2 min            | Pénalités                                 | 4 min            | | Arbitrage : Brad Meier, Kevin Pollock Scott Cherrey, Kiel Murchison |
| 31               | Tirs                                      | 23               | | Arbitrage : Brad Meier, Kevin Pollock Scott Cherrey, Kiel Murchison |

- Cet article est partiellement ou en totalité issu de l'article intitulé « Séries éliminatoires de la Coupe Stanley 2021 » (voir la liste des auteurs).

#### Second tour contre les Jets
Les troisième et quatrième de la division Nord en saison régulière s'affrontent au deuxième tour après avoir chacune battu le favori de la précédente série. Les Jets de Winnipeg en seulement quatre matchs et les Canadiens après avoir été menés trois matchs à un puis avoir remporté les trois matchs suivants. Les deux équipes se rencontrent pour la première fois en série de leur histoire commune. Lors de la saison régulière, les Jets ont dominé les Canadiens six victoires contre trois. Au tour précédent, elles ont compté sur leur défense : Winnipeg n'a accordé que 8 buts en quatre matchs alors que Montréal a limité les deux meilleurs pointeurs de Toronto à un but à eux deux. Carey Price et Connor Hellebuyck étant deux des meilleurs gardiens de ces dernières saisons, les experts prédisent des matchs très serrés qui se joueront sur des détails. 
Le premier affrontement entre les deux équipes a lieu le 2 juin 2021 à Winnipeg, dans l'antre des Jets, le Bell MTS Place. Price obtient son 75e départ en série éliminatoire. Après seulement trois minutes et trente secondes de jeu, Jesperi Kotkaniemi dévie un tir de Jeff Petry pour déjouer Hellebuyck sur le premier tir qui lui est adressé dans le match. Une minute et quarante secondes plus tard, Eric Staal parvient à se démarquer seul au deuxième poteau, il reçoit une passe de Corey Perry pour marquer le 2-0. Hellebuyck complètement abandonné par sa défense ne peut que céder une deuxième fois en cinq tirs. Un peu avant la 12e minutes, Adam Lowry intercepte une tentative de passe d'Erik Gustafsson dans la zone défensive des Jets et part seul en échappée. Il déjoue Price entre les jambières pour offrir un premier but à son équipe. Avec moins de trois minutes à jouer dans cette première période, Nicholas Suzuki part en échappée à deux contre un en compagnie de Tyler Toffoli. Il fait preuve de patience pour placer Hellebuyck hors de position et n'a plus qu'à cibler la cage pour marquer le 3-1. À la fin de la première période, les Canadiens ont donc marqué trois buts en douze tirs, tandis que les Jets un seul en onze tentatives. La deuxième période voit des Jets un peu plus agressifs et se termine sans nouveaux buts inscrits. Les Jets décochent onze tirs pour porter leur total à vingt-deux et les Canadiens neufs tirs pour un total de vingt et un. Un peu avant la moitié de la troisième période, Derek Forbort s'avance seul au milieu de la zone défensive des Canadiens et reçoit une passe de Pierre-Luc Dubois. Il a le temps d'ajuster un tir précis qui bat Price dans le haut du filet du côté de sa mitaine. Moins deux minutes plus tard, alors que Joshua Morrissey purge une punition pour avoir retardé le jeu, Brendan Gallagher redonne deux longueurs d'avance aux Canadiens. Il profite d'un rebond à la suite d'une échappée de Shea Weber, Hellebuyck a perdu de vue la rondelle et Gallagher profite de la passivité du défenseur Logan Stanley. Avec deux minutes de jeu restant au temps réglementaire, les Jets sortent leur gardien pour avoir un sixième joueur de champ sur la glace. Kyle Connor redonne espoir à son équipe en battant de vitesse Price d'un tir sur réception lors d'une passe en transversale de la part de Nikolaj Ehlers. Dans la dernière minute de jeu, Jake Evans éteins les espoirs des Jets, inscrivant un but dans un filet désert en échappée. Mais sur cette action, il subit une charge particulièrement vicieuse de Mark Scheifele qui n'a visiblement jamais cherché à jouer le puck, mais seulement cibler le joueur. Evans reste étendu inconscient sur la glace de longues minutes avant d'être évacué sur civière après avoir adressé un pouce levé en direction des caméras. À la suite de cet événement, le match se termine sur une victoire des Canadiens 5-3 au un goût amer.
Dès le lendemain, alors que les réseaux sociaux s'animent et que beaucoup de haine est déversée sur Scheifele et sa famille, la ligue intervient rapidement pour essayer de calmer tout le monde en lui donnant une suspension de quatre matchs pour son geste. De leur côté, les Canadiens confirment que Jake Evans souffre d'une commotion cérébrale et va être absent pour une durée indéterminée.
Pour pallier l'absence d'Evans, Dominique Ducharme choisit d'envoyer Artturi Lehkonen dans la mêlée lors du second match. Les Jets déjà privés de Paul Stastny, doivent se débrouiller sans leurs deux meilleurs centres à la suite de la suspension de Scheifele. Dans ce match, les deux gardiens vont s'illustrer, ne donnant aucune chance aux attaquants adverses. À la fin du premier tiers, le score est vierge malgré huit tirs pour les Jets et sept tirs pour les Canadiens. Vingt-quatre secondes après le retour des vestiaires Paul Byron donne un coup de bâton élevé à Lowry et est puni pour deux minutes. Un peu plus d'une minute plus tard, Tyler Toffoli provoque un revirement sur Connor et part en échappée à deux contre un, il décoche un tir précis qui trompe la vigilance d'Hellebuyck. Il s'agit du seul but marqué dans cette rencontre, Price réussit trente arrêts pour obtenir son 8e blanchissage en série éliminatoire.
Le 3e affrontement a lieu à Montréal, devant à nouveau 2 500 personnes. Il ne faut attendre que quatre minutes et quarante-cinq secondes pour voir les Canadiens célébrer leur premier but. Perry reçoit une passe alors qu'il est derrière la cage des Jets et en se ramenant devant, il n'a qu'à décocher un tir du poignet pour inscrire son troisième but des séries. Hellebuyck ne peut rien faire, car trois joueurs lui bouchent la vue. Vers le milieu du deuxième tiers, Phillip Danault décoche un tir à bout portant qu'Hellebuyck arrive à repousser. Gallagher tente sa chance sur le rebond, mais Hellebuyck a à nouveau le dessus et finalement, sur un deuxième rebond Lehkonen peut marquer son premier but des séries. Sur cette séquence on voit qu'Hellebuyck exprime un peu de frustration auprès de ses équipiers qui l'ont un peu abandonné. Quatre minutes plus tard, alors que les Jets évoluent en supériorité numérique, Joel Armia intercepte une passe et part en échappée à deux contre un. Après avoir éliminé le défenseur, il décoche un tir précis dans la partie supérieure du filet, côté bloqueur pour marquer le 3-0. Lorsqu'il reste un peu plus de deux minutes à jouer dans le deuxième tiers, Lowry, qui s'est démarqué en se faisant oublier par Josh Anderson, profite d'une passe transversale de Mathieu Perreault pour marquer. La passe de Perreault est magistrale, fait très mal paraître Brett Kulak qui est sur la trajectoire de cette dernière. Il ne parvient pas à l'intercepté et le tir sur réception de Lowry est placé hors de portée de Price. Lors de la deuxième pause, les Canadiens communiquent que Petry est blessé, il s'est coincé la main dans un des trous percés dans le plexiglas prévu pour les photographes. Durant le troisième tiers, un peu avant la 9e minute, les Canadiens sont en avantage numérique et Suzuki est parvenu à se faire oublier par Lowry alors qu'il est près du but. Il faut une brillante passe de Cole Caufield pour qu'il puisse marquer le 4-1. Armia inscrit encore un deuxième but durant ce match, alors que les Canadiens sont en infériorité numérique et que les Jets ont sorti leur gardien, il tente sa chance depuis la zone défensive des Canadiens. Il inscrit le 5-1, permettant ainsi à Montréal de mener 3-0 dans la série.
Pour remplacer Petry blessé dans cette rencontre numéro quatre, Ducharme fait appel à Aleksandr Romanov qui peut ainsi disputer son premier match de série éliminatoire. Lors de la 8e minute, les Canadiens évoluent avec un homme de plus sur la glace, lorsque Gustafsson parvient à tromper Hellebuyck d'un tir de loin très puissant. Alors qu'il a déjà cinq saisons en LNH à son actif, il s'agit de son premier but en série éliminatoire. Alors qu'il ne reste que cinquante et une secondes à jouer dans la première période, Kulak décoche un tir. Ce dernier est dévié par Lehkonen placé juste devant le filet défendu par Hellebuyck, pour donner un avantage de 2-0 aux Canadiens avant la pause. Au retour de cette dernière, il ne faut qu'une minute et quarante secondes aux Jets pour réduire l'écart. Logan Stanley qui décoche un tir précis dans le haut du filet de Price, du côté de son bloqueur. Un peu moins de quatre minutes plus tard, Stanley, à nouveau, décoche un autre tir dans le haut du filet, mais ce coup-ci du côté de la mitaine de Price et ramène les deux équipes à égalité. Plus aucun but n'est inscrit durant le temps réglementaire, les Canadiens dominent les Jets trente-neuf à seize au chapitre des tirs au but. Il ne faut qu'une minute et trente-neuf secondes à Caufield pour adresser une passe transversale parfaite à Toffoli. Il n'a qu'à pousser la rondelle au fond du filet pour éliminer les Jets en seulement quatre rencontres.
| 2 juin | Winnipeg | 3-5 (1-3, 0-0, 2-2) | Montréal | Bell MTS Place |

| Feuille de match | Feuille de match                                                                                        | Feuille de match                | Feuille de match | Feuille de match                                                  |
| ---------------- | --- | ------------------------------- | --- | ----------------------------------------------------------------- |
|                  | Lowry — 11 min 52 s (IN) Forbort (Dubois, Morrissey) — 49 min 22 s Connor (Ehlers, Pionk) — 58 min 18 s | 0-1 0-2 1-2 1-3 2-3 2-4 3-4 3-5 | Kotkaniemi (Petry, Gustafsson) — 3 min 30 s Staal (Perry, Edmundson) — 5 min 10 s Suzuki (Edmundson, Caufield) — 17 min 14 s Gallagher (Weber, Petry) — 51 min 4 s (SN) Evans (Toffoli, Staal) — 59 min 3 s (CV) | Arbitrage : Eric Furlatt, Brad Meier Steve Barton, Kiel Murchison |
| Hellebuyck       | Gardiens                                                                                                | Price                           | | Arbitrage : Eric Furlatt, Brad Meier Steve Barton, Kiel Murchison |
| 21 min           | Pénalités                                                                                               | 6 min                           | | Arbitrage : Eric Furlatt, Brad Meier Steve Barton, Kiel Murchison |
| 30               | Tirs | 33                              | | Arbitrage : Eric Furlatt, Brad Meier Steve Barton, Kiel Murchison |

| 4 juin | Winnipeg | 0-1 (0-0, 0-1, 0-0) | Montréal | Bell MTS Place |

| Feuille de match | Feuille de match | Feuille de match | Feuille de match                             | Feuille de match                                                    |
| ---------------- | ---------------- | ---------------- | -------------------------------------------- | ------------------------------------------------------------------- |
|                  |                  | 0-1              | Toffoli (Weber, Lehkonen) — 21 min 41 s (IN) | Arbitrage : Eric Furlatt, Kevin Pollock Steve Barton, Scott Cherrey |
| Hellebuyck       | Gardiens         | Price            |                                              | Arbitrage : Eric Furlatt, Kevin Pollock Steve Barton, Scott Cherrey |
| 2 min            | Pénalités        | 4 min            |                                              | Arbitrage : Eric Furlatt, Kevin Pollock Steve Barton, Scott Cherrey |
| 30               | Tirs             | 24               |                                              | Arbitrage : Eric Furlatt, Kevin Pollock Steve Barton, Scott Cherrey |

| 6 juin | Montréal | 5-1 (1-0, 2-1, 2-0) | Winnipeg | Centre Bell 2 500 spectateurs |

| Feuille de match | Feuille de match | Feuille de match        | Feuille de match                          | Feuille de match                                                    |
| ---------------- | --- | ----------------------- | ----------------------------------------- | ------------------------------------------------------------------- |
|                  | Perry (Staal, Armia) — 4 min 45 s Lehkonen (Danault, Gallagher) — 29 min 24 s Armia — 33 min 41 s (IN) Suzuki (Caufield, Toffoli) — 48 min 52 s (SN) Armia (Edmundson, Weber) — 56 min 42 s (IN + CV) | 1-0 2-0 3-0 3-1 4-1 5-1 | Lowry (Perreault, Appleton) — 37 min 51 s | Arbitrage : Kevin Pollock, Brad Meier Kiel Murchison, Scott Cherrey |
| Price            | Gardiens | Hellebuyck              |                                           | Arbitrage : Kevin Pollock, Brad Meier Kiel Murchison, Scott Cherrey |
| 4 min            | Pénalités | 10 min                  |                                           | Arbitrage : Kevin Pollock, Brad Meier Kiel Murchison, Scott Cherrey |
| 33               | Tirs | 27                      |                                           | Arbitrage : Kevin Pollock, Brad Meier Kiel Murchison, Scott Cherrey |

| 7 juin | Montréal | 3-2 (pr) (2-0, 0-2, 0-0, 1-0) | Winnipeg | Centre Bell 2 500 spectateurs |

| Feuille de match | Feuille de match | Feuille de match    | Feuille de match                                                              | Feuille de match                                                  |
| ---------------- | --- | ------------------- | ----------------------------------------------------------------------------- | ----------------------------------------------------------------- |
|                  | Gustafsson (Suzuki, Toffoli) — 8 min 1 s (SN) Lehkonen (Kulak, Gallagher) — 19 min 9 s Toffoli (Caufield, Suzuki) — 61 min 39 s | 1-0 2-0 2-1 2-2 3-2 | Stanley (Benn, Connor) — 21 min 40 s Stanley (Connor, Appleton) — 25 min 29 s | Arbitrage : Eric Furlatt, Brad Meier Steve Barton, Kiel Murchison |
| Price            | Gardiens | Hellebuyck          |                                                                               | Arbitrage : Eric Furlatt, Brad Meier Steve Barton, Kiel Murchison |
| 2 min            | Pénalités | 6 min               |                                                                               | Arbitrage : Eric Furlatt, Brad Meier Steve Barton, Kiel Murchison |
| 42               | Tirs | 16                  |                                                                               | Arbitrage : Eric Furlatt, Brad Meier Steve Barton, Kiel Murchison |

- Cet article est partiellement ou en totalité issu de l'article intitulé « Séries éliminatoires de la Coupe Stanley 2021 » (voir la liste des auteurs).

#### Demi-finale de la Coupe Stanley contre les Golden Knights
En raison de la pandémie de Covid-19, des règles strictes de quarantaine sont imposées par l'État canadien pour le franchissement de ses frontières. Ces règles ont conduit la LNH à adopter un format de séries où les équipes canadiennes étaient regroupées pour les deux premiers tours. Les Canadiens de Montréal étant la seule équipe canadienne présente en demi-finale de la Coupe Stanley, un aménagement est accordé par le Canada selon des règles strictes : les deux équipes doivent voyager en avion privé, subir des tests supplémentaires et être soumises à une bulle sanitaire.
Les Golden Knights de Vegas pour cette demi-finale ont éliminé le Wild du Minnesota en sept matchs lors du premier tour et l'Avalanche du Colorado en six matchs lors du second tour. Leurs meneurs depuis le début des séries sont : Jonathan Marchessault avec six buts, Alexander Pietrangelo avec sept passes et William Karlsson avec onze points. Ils ont aussi dans leur rang l'ancien capitaine des Canadiens, Maximillian Pacioretty et quatre joueurs provenant du Québec : Marchessault, William Carrier, Nicolas Roy et leur gardien, Marc-André Fleury.
Le premier match se déroule le 14 juin 2021 à Las Vegas et il s'agit du premier affrontement de l'histoire de ces deux équipes en série éliminatoire. Montréal aligne la même formation que lors de son dernier match contre les Jets. durant la 6e minute, Aleksandr Romanov assène une violente mise en échec au milieu de la zone défensive des Canadiens à Pietrangelo. Cette charge redonne du mordant aux Golden Knights qui étaient peu visible depuis le début du match et trois minutes plus tard, ils inscrivent le 1-0 lorsque Shea Theodore décoche un tir précis de la ligne bleue dans le haut du filet côté bloqueur. Il met fin ainsi à une séquence de quatre-cent-quarante-sept minutes de jeu où les Canadiens n'avaient plus été mené au score. Lors de la deuxième minute du deuxième tiers, Theodore feinte un tir, ce qui force Carey Price à s'avancer, puis fait une passe à Alec Martinez qui n'a plus qu'a poussé la rondelle dans le filet vide pour donner une avance de deux buts à Vegas. Quelques instants plus tard, Price permet aux Canadiens de garder espoir, lorsqu'il arrête avec sa mitaine un tir de Mark Stone. Lors de la 12e minutes, alors que les Canadiens sont en supériorité numérique, Cole Caufield réduit l'écart en bénéficiant d'un rebond sur un lancer de Tyler Toffoli. Il s'agit du premier but en série éliminatoire pour Caufield et il a la chance de pouvoir l'inscrire devant toute sa famille présente au T-Mobile Arena. Cinquante-trois secondes plus tard, Alex Tuch décoche un lancer en direction de Price, ce dernier ayant la vue masquée par la présence de Romanov et de Jesperi Kotkaniemi, et Mattias Janmark déjouant le défenseur Brett Kulak parvient à rediriger le tir dans le filet pour le 3-1. Nick Holden, lors de la 11e minute du troisième tiers, scelle le score après s'être fait complètement oubliés par les joueurs du Canadiens au centre de l'enclave. Vegas remporte le premier match 4-1.
Le second duel se déroule le 16 juin 2021, toujours à Las Vegas. l'entraîneur des Canadiens enregistre deux retours de blessures dans son contingent : Jeff Petry et Jon Merrill. Il choisit de les réinsérer à la place de Kulak et de Romanov. Il ne faut que six minutes pour que Montréal ouvre le score par l'entremise de Joel Armia. Dix minutes plus tard, Caufield adresse une passe à Toffoli qui en profite pour décocher un tir sur réception. Fleury ayant perdu la vision de la rondelle quelques secondes ne peut qu'aller la rechercher au fond de ses filets. Durant les premières minutes de la seconde période, Price permet à son équipe de maintenir son avance, réalisant plusieurs arrêts importants donc un arrêt incroyable aux dépens de Martinez durant la 5e minute. Avec un peu plus de deux minutes à jouer, Kotkaniemi a le dessus sur Holden et peut remettre la rondelle à Paul Byron qui se présente seul face à Fleury et inscrit le 3-0 d'un tir du revers dans le haut du filet. Une minute plus tard, Pietrangelo décoche un tir de la ligne bleue. Avec la présence de 5 joueurs entre le départ du tir et lui, Price ne peut rien faire pour empêcher le 3-1. Alors qu'il reste un peu plus de cinq minutes de jeu, Pietrangelo profite de la passivité de la défense Montréalaise sur un engagement à droite de Price pour se présenter seul à gauche et inscrire le 3-2. Le match se termine sur ce score et les Canadiens parviennent à maintenir le 1-1 dans la série avant de venir disputer les deux prochains matchs au Centre Bell.
Le matin du 18 juin 2021, Ducharme, bien que vacciné se fait tester positif à la Covid-19 et est forcé de se mettre en quarantaine. C'est Luke Richardson qui va le remplacer à titre d'entraîneur pour le match du soir qui se déroule devant Modèle:Formatnum :3500 personnes. Durant le premier tiers, les Golden Knights attaquent fort et Price stoppe dix-sept tirs, Fleury son vis-à-vis n'en a que trois à se mettre sous la dent. Lors du deuxième tiers, durant la troisième minute, Eric Staal a une absence et donne la rondelle à Roy qui n'a qu'à la pousser hors de portée de Price pour ouvrir le score. Trente-huit secondes plus tard, Caufield se charge de créer l'égalité en déjouant Fleury dans un face-à-face. À la fin du deuxième tiers, Vegas a décoché trente tirs pour un but et les Canadiens huit tirs pour un but. Deux minutes après le début du troisième tiers, Pietrangelo déjoue Price d'un tir du haut de l'enclave pour permettre à Vegas de mener 2-1. Alors qu'il reste une minute cinquante-cinq, Fleury voulant récupérer une rondelle derrière son filet commet une erreur de jugement et la remet devant son filet désert. Josh Anderson est le premier à l'atteindre et n'a qu'à la pousser dans la cage vide pour ramener les Canadiens à 2-2. En prolongation, lors de la 12e minute, Byron et Andersson partent en deux contre zéro et ce dernier marque le but gagnant, offrant une victoire 3-2 aux Canadiens.
Pour le match numéro quatre, l'entraîneur des Golden Knights, Peter DeBoer, apporte un changement de taille en remplaçant Fleury par Robin Lehner devant les buts. Durant le premier tiers, les Canadiens dirigent onze tirs dans sa direction, alors que les Golden Knights n'en adressent que quatre à Price. Il faut attendre dix-huit minutes et cinquante-cinq secondes lors de la deuxième période pour voir un but. Byron se présente seul face à Lehner et décoche un tir dans le haut du filet pour le déjouer. À la moitié du dernier tiers, le défenseur Brayden McNabb parvient à déjouer Price sous son bras pour créer l'égalité. Il faut une seconde fois de suite avoir recours aux prolongations pour désigner un vainqueur. Celles-ci sont de courte durée, car, il ne faut qu'une minute et dix-huit secondes pour voir Roy battre Price et ramener la série à 2-2.
le cinquième affrontement a lieu à Las Vegas le 22 juin 2021. Fleury est de retour devant le filet des Golden Knights, tandis que les Canadiens affichent la même formation que lors des trois derniers matchs. Un peu avant la 9e minute, Kotkaniemi profite d'un rebond sur une tentative d'Anderson pour inscrire le 1-0. Durant la 6e minute de la deuxième période, Nicholas Suzuki s'amène en zone offensive et décerne une passe à Staal laissé seul par la défense de Vegas aspirée par Toffoli. Ce dernier a le temps de déjouer Fleury dans le haut du filet d'un tir précis du poignet. Trois minutes plus tard, Suzuki provoque un revirement sur Stone, permettant à Perry de s'échapper, ce dernier adresse une passe à Caufield qui tirant sur réception déjoue Fleury pour la troisième fois de la soirée. Il faut attendre la 4e minute du dernier tiers pour voir Pacioretty marquer un but pour les Knights. Le meilleur buteur en saison de Vegas était resté muet jusque là contre son ancienne équipe. Avec un peu plus d'une minute à jouer, Suzuki reçoit la rondelle et par seul inscrire un but dans un filet désert qui scelle le score final de ce match, 4-1.
le 24 juin 2021, jour de la Saint-Jean, les Canadiens reçoivent les Golden Knights pour le 6e match de la série, au Centre Bell. Alors qu'ils font face à l'élimination, les Golden Knights tentent à nouveau de placer Lehner devant le filet. Lors de la 14e minute, le capitaine Shea Weber ouvre la marque en avantage numérique après avoir intercepté une tentative de dégagement de Martinez. Il ne faut que quarante-huit secondes à Reilly Smith pour ramener son équipe à égalité, en déviant un tir de Theodore. Durant la 9e minute du deuxième tiers Joel Edmundson lance Caufield qui bat de vitesse McNabb. Alors que tout le monde s'attend à ce qu'il se rabatte vers le second poteau pour adresser un tir du revers, il tire en première intention au dans le haut du filet au premier poteau, déjouant Lehner. Un peu plus d'une minute après le début du dernier tiers, Martinez est le premier sur un rebond accordé par Price et lui glisse la rondelle entre les jambières. Il faut pour une troisième fois dans cette série recourir aux prolongations pour connaître le vainqueur. Il ne faut qu'une minute et trente-neuf secondes pour que Brendan Gallagher parte en contre avec Phillip Danault et Artturi Lehkonen. C'est ce dernier qui conclut la dernière action de ce match, qualifiant les Canadiens pour la finale de la coupe Stanley. Après la traditionnelle poignée de main entre les deux équipes adverses, les Canadiens reçoivent le trophée Clarence-S.-Campbell pour la première fois de l'histoire du club. Ce dernier étant habituellement remis au champion de la conférence Ouest.
| 14 juin | Las Vegas | 4-1 (1-0, 2-1, 1-0) | Montréal | T-Mobile Arena 17 884 spectateurs |

| Feuille de match | Feuille de match | Feuille de match    | Feuille de match                            | Feuille de match                                                      |
| ---------------- | --- | ------------------- | ------------------------------------------- | --------------------------------------------------------------------- |
|                  | Theodore (McNabb, Stephenson) — 9 min 15 s Martinez (Theodore, Smith) — 22 min 18 s Janmark (Tuch, Whitecloud) — 32 min 58 s Holden (Smith, Karlsson) — 50 min 6 s | 1-0 2-0 2-1 3-1 4-1 | Caufield (Toffoli, Perry) — 32 min 5 s (SN) | Arbitrage : Francis Charron, Gord Dwyer Kiel Murchison, Scott Cherrey |
| Fleury           | Gardiens | Price               |                                             | Arbitrage : Francis Charron, Gord Dwyer Kiel Murchison, Scott Cherrey |
| 6 min            | Pénalités | 8 min               |                                             | Arbitrage : Francis Charron, Gord Dwyer Kiel Murchison, Scott Cherrey |
| 30               | Tirs | 29                  |                                             | Arbitrage : Francis Charron, Gord Dwyer Kiel Murchison, Scott Cherrey |

| 16 juin | Las Vegas | 2-3 (0-2, 1-1, 1-0) | Montréal | T-Mobile Arena 17 920 spectateurs |

| Feuille de match | Feuille de match                                                                       | Feuille de match    | Feuille de match | Feuille de match                                                      |
| ---------------- | -------------------------------------------------------------------------------------- | ------------------- | --- | --------------------------------------------------------------------- |
|                  | Pietrangelo (Kolesar) — 38 min 46 s Pietrangelo (Marchessault, Karlsson) — 54 min 46 s | 0-1 0-2 0-3 1-3 2-3 | Armia (Edmundson, Perry) — 6 min 12 s Toffoli (Caufield, Petry) — 16 min 30 s Byron (Kotkaniemi, Edmundson) — 37 min 45 s | Arbitrage : Francis Charron, Gord Dwyer Kiel Murchison, Scott Cherrey |
| Fleury           | Gardiens                                                                               | Price               | | Arbitrage : Francis Charron, Gord Dwyer Kiel Murchison, Scott Cherrey |
| 0 min            | Pénalités                                                                              | 4 min               | | Arbitrage : Francis Charron, Gord Dwyer Kiel Murchison, Scott Cherrey |
| 31               | Tirs                                                                                   | 23                  | | Arbitrage : Francis Charron, Gord Dwyer Kiel Murchison, Scott Cherrey |

| 18 juin | Montréal | 3-2 (pr) (0-0, 1-1, 1-1, 1-0) | Las Vegas | Centre Bell 3 500 spectateurs |

| Feuille de match | Feuille de match                                                                               | Feuille de match    | Feuille de match                                                | Feuille de match                                                |
| ---------------- | ---------------------------------------------------------------------------------------------- | ------------------- | --------------------------------------------------------------- | --------------------------------------------------------------- |
|                  | Caufield (Suzuki) — 23 min 54 s Anderson — 58 min 5 s Anderson (Byron, Lehkonen) — 72 min 53 s | 0-1 1-1 1-2 2-2 3-2 | Roy — 23 min 16 s Pietrangelo (Pacioretty, Nosek) — 42 min 22 s | Arbitrage : Chris Lee, Dan O'Rourke Bryan Pancich, Andrew Smith |
| Price            | Gardiens                                                                                       | Fleury              |                                                                 | Arbitrage : Chris Lee, Dan O'Rourke Bryan Pancich, Andrew Smith |
| 8 min            | Pénalités                                                                                      | 4 min               |                                                                 | Arbitrage : Chris Lee, Dan O'Rourke Bryan Pancich, Andrew Smith |
| 27               | Tirs                                                                                           | 45                  |                                                                 | Arbitrage : Chris Lee, Dan O'Rourke Bryan Pancich, Andrew Smith |

| 20 juin | Montréal | 1-2 (pr) (0-0, 1-0, 0-1, 0-1) | Las Vegas | Centre Bell 3 500 spectateurs |

| Feuille de match | Feuille de match             | Feuille de match | Feuille de match                                                               | Feuille de match                                                |
| ---------------- | ---------------------------- | ---------------- | ------------------------------------------------------------------------------ | --------------------------------------------------------------- |
|                  | Byron (Suzuki) — 38 min 55 s | 1-0 1-1 1-2      | McNabb (Karlsson, Theodore) — 50 min 37 s Roy (Pacioretty, Tuch) — 61 min 18 s | Arbitrage : Chris Lee, Dan O'Rourke Andrew Smith, Bryan Pancich |
| Price            | Gardiens                     | Lehner           |                                                                                | Arbitrage : Chris Lee, Dan O'Rourke Andrew Smith, Bryan Pancich |
| 4 min            | Pénalités                    | 4 min            |                                                                                | Arbitrage : Chris Lee, Dan O'Rourke Andrew Smith, Bryan Pancich |
| 28               | Tirs                         | 21               |                                                                                | Arbitrage : Chris Lee, Dan O'Rourke Andrew Smith, Bryan Pancich |

| 22 juin | Las Vegas | 1-4 (0-1, 0-2, 1-1) | Montréal | T-Mobile Arena 14 791 spectateurs |

| Feuille de match | Feuille de match              | Feuille de match    | Feuille de match | Feuille de match                                                         |
| ---------------- | ----------------------------- | ------------------- | --- | ------------------------------------------------------------------------ |
|                  | Pacioretty (Roy) — 44 min 9 s | 0-1 0-2 0-3 1-3 1-4 | Kotkaniemi (Anderson, Byron) — 8 min 45 s Staal (Suzuki, Toffoli) — 26 min 32 s Caufield (Perry, Suzuki) — 29 min 49 s (SN) Suzuki (Toffoli) — 58 min 54 s (CV) | Arbitrage : Eric Furlatt, Kelly Sutherland Jonny Murray, David Brisebois |
| Fleury           | Gardiens                      | Price               | | Arbitrage : Eric Furlatt, Kelly Sutherland Jonny Murray, David Brisebois |
| 4 min            | Pénalités                     | 4 min               | | Arbitrage : Eric Furlatt, Kelly Sutherland Jonny Murray, David Brisebois |
| 27               | Tirs                          | 26                  | | Arbitrage : Eric Furlatt, Kelly Sutherland Jonny Murray, David Brisebois |

| 24 juin | Montréal | 3-2 (pr) (1-1, 1-0, 0-1, 1-0) | Las Vegas | Centre Bell 12 978 spectateurs |

| Feuille de match | Feuille de match                                                                                              | Feuille de match    | Feuille de match                                                                       | Feuille de match                                                         |
| ---------------- | --- | ------------------- | -------------------------------------------------------------------------------------- | ------------------------------------------------------------------------ |
|                  | Weber — 14 min 6 s (SN) Caufield (Edmundson, Petry) — 29 min 36 s Lehkonen (Danault, Gallagher) — 61 min 39 s | 1-0 1-1 2-1 2-2 3-2 | Smith (Theodore, Karlsson) — 14 min 54 s Martinez (Pietrangelo, Karlsson) — 41 min 8 s | Arbitrage : Kelly Sutherland, Eric Furlatt David Brisebois, Jonny Murray |
| Price            | Gardiens | Lehner              |                                                                                        | Arbitrage : Kelly Sutherland, Eric Furlatt David Brisebois, Jonny Murray |
| 4 min            | Pénalités | 6 min               |                                                                                        | Arbitrage : Kelly Sutherland, Eric Furlatt David Brisebois, Jonny Murray |
| 32               | Tirs | 39                  |                                                                                        | Arbitrage : Kelly Sutherland, Eric Furlatt David Brisebois, Jonny Murray |

- Cet article est partiellement ou en totalité issu de l'article intitulé « Séries éliminatoires de la Coupe Stanley 2021 » (voir la liste des auteurs).

#### Finale de la Coupe Stanley contre le Lightning
Le Lightning de Tampa Bay est, d'après la majorité des experts, l'équipe de hockey la mieux construite, possédant des joueurs étoiles à chaque poste : Andreï Vassilevski au but, Victor Hedman en défense, Brayden Point, Steven Stamkos et Nikita Koutcherov. Durant la saison, Ils se classent 8e pour les buts marqués, 6e pour le moins de buts encaissé, 9e plus efficace en supériorité numérique, 4e plus efficace en infériorité numérique alors qu'ils sont le club le plus pénalisé de la ligue et ils accordent le moins de revirements. Pour arriver en finale, ils ont éliminé les Panthers de la Floride en six matchs lors de la première ronde, les Hurricanes de la Caroline en cinq matchs lors de la seconde ronde et les Islanders de New York en six matchs lors de la demi-finale.
Le premier match de la finale se joue à Tampa le 28 juin 2021. Joel Armia est tenu à l'écart du reste de l'équipe en raison du protocole contre la COVID-19, il est remplacé par Jake Evans, qui fait son retour après sa commotion subie le 2 juin 2021. Lors de la 6e minute de jeu, Erik Černák redirige une passe d'Ondřej Palát dans le haut du filet pour battre Carey Price. Yanni Gourde se charge de doubler l'avance pour le Lightning durant la 5e minute de la seconde période. Les Canadiens parviennent à marquer deux minutes et vingt secondes avant la deuxième pause. Ben Chiarot décoche un tir sur réception qui dévie sur deux joueurs du Lightning avant de tromper Vassilevski. Le Même Chiarot se transforme en héros malheureux lors de la 2e minute du troisième tiers, voulant dévier une passe de Koutcherov, il place la rondelle hors de portée de Price. Ce même Koutcherov donne trois longueurs d'avance à Tampa Bay lors de la 11e minute. Point gagne une mise en jeu et adresse une passe directe à Koutcherov qui tire instantanément, prenant de vitesse Price. Alors qu'il reste une minute et dix secondes, Stamkos scelle le score du match en avantage numérique, 5-1 pour le Lightning.
Le match numéro deux se déroule deux jours plus tard, toujours à Tampa. Armia est de retour au sein de son trio avec Eric Staal et Corey Perry, faisant de Evans un joueur surnuméraire. Aucun but n'est inscrit dans la première période, mais les Canadiens dominent le débat, décochant treize tirs contre seulement six pour le Lightning. Lors de la 6e minute de la seconde période, Anthony Cirelli, profitant du trafic devant le but des Canadiens, tente un tir de la ligne bleue et parvient à tromper la vigilance de Price pour ouvrir le score. Quatre minutes plus tard, alors que les Canadiens sont en avantage numérique, Nicholas Suzuki décoche un tir du revers anodin qui abuse Vassilevski qui ne réalise même pas que la rondelle lui passe entre les jambières. À trois dixièmes de secondes de la seconde pause, Blake Coleman en plongeant sur la glace parvient à dévier la rondelle adressée par Barclay Goodrow dans le but des Canadiens pour donner l'avantage au Lightning. Alors que les Canadiens continuent à dominer le jeu, ils voient leur adversaire capitaliser sur chacune de leurs erreurs. Durant la 15e minute du troisième tiers, lorsque Joel Edmundson commet un revirement, Palát en profite pour inscrire son cinquième but des séries et permettre au Lightning de l'emporter 3-1.
Le 2 juillet 2021 a lieu le premier match à Montréal et il s'agit du premier match de finale disputé dans le Centre Bell. Dominique Ducharme fait son retour derrière le banc des Canadiens après avoir effectué sa quarantaine. Le Lightning commence le match en force, inscrivant le 1-0 après seulement une minute et cinquante-deux secondes de jeu, Jan Rutta décoche un tir précis que Price ne peut voir à cause du trafic devant sa cage. Deux minutes plus tard, alors que les Canadiens sont en infériorité numérique, Hedman tire depuis la ligne bleue et trompe Price sous le bras pour inscrire le 2-0. Il faut attendre la 11e minute pour voir les Canadiens enfin marquer un but, Phillip Danault lors d'un deux contre un, tir en pleine lucarne. Le deuxième tiers est à peine commencé que les Canadiens commettent une erreur grossière lors d'un changement, permettant ainsi à Palát et à Koutcherov de partir à deux contre zéro aboutissant au troisième but du Lightning. Deux minutes plus tard, Tyler Johnson profite d'un rebond accordé par Price pour porter la marque à 4-1. Avec moins de deux minutes à jouer dans ce tiers, Suzuki tire à ras la glace dans un angle restreint et parvient à surprendre Vassilevski. Alors qu'il reste moins de cinq minutes à jouer, Johnson inscrit le 5-2 en deux temps. Trente-neuf secondes plus tard, Perry décoche un tir parfait dans le haut du filet pour inscrire le troisième but des Canadiens. Cinquante secondes plus tard, Coleman scelle le score du match, 6-3, dans une cage vide. Au terme de la soirée, le Lightning mène 3-0 dans cette série.
Deux jours plus tard, devant le sentiment d'urgence, Ducharme tente d'apporter un changement à son équipe il laisse de côté Jesperi Kotkaniemi, Erik Gustafsson et Jon Merrill au profit d'Evans, d'Aleksandr Romanov et de Brett Kulak. Avant le début du match un hommage est rendu au gardien des Blue Jackets de Columbus, Matīss Kivlenieks, décédé le 4 juillet 2021 des suites d'un traumatisme thoracique dû à un feu d'artifice. Lors de la 15e minute, Suzuki sert une passe du revers parfaite depuis l'arrière du but du Lightning à Josh Anderson situé dans l'enclave et lui permet d'ouvrir la marque. Alors qu'il reste moins de trois minutes à jouer au deuxième tiers, Goodrow déjoue Price pour ramener les deux équipes à égalité. Un peu avant la 9e minute du troisième tiers, Romanov marque son premier but en série éliminatoire, d'un tir de la ligne bleue. Cinq minutes plus tard, Patrick Maroon ramène tout le monde à égalité. Le match se joue en prolongation et Anderson joue les héros en inscrivant un but alors qu'il glisse sur le dos un peu avant la 4e minute.
Le 7 juillet 2021 a lieu le cinquième affrontement à Tampa. Le défi est de taille pour les Canadiens qui tentent de devenir la première équipe à battre deux matchs de suite au Lightning en série, depuis les Blue Jackets lors de la Première ronde en 2019. Aucun but n'est inscrit lors du premier tiers et Tampa Bay mène treize à quatre au niveau de tirs au but. Lors de la 13e minute du deuxième tiers, David Savard adresse une passe à Ross Colton qui n'a plus qu'à pousser la rondelle au fond de la cage des Canadiens. Il s'agit du seul but inscrit dans ce match. Vassilevski réussit un exploit en obtenant un blanchissage sur ce match, durant ces séries éliminatoires chacun des matchs décisifs il parvient à éliminer ses adversaires sur un blanchissage. Le Lightning est sacré champion, remportant la série 4-1.
| 28 juin | Tampa Bay | 4-1 (1-0, 1-1, 3-0) | Montréal | Amalie Arena 15 911 spectateurs |

| Feuille de match | Feuille de match | Feuille de match        | Feuille de match                          | Feuille de match                                                         |
| ---------------- | --- | ----------------------- | ----------------------------------------- | ------------------------------------------------------------------------ |
|                  | Černák (Palát, Point) — 6 min 19 s Gourde (Coleman, Goodrow) — 25 min 47 s Koutcherov (Sergatchiov) — 42 min Koutcherov (Point) — 51 min 25 s Stamkos (Koutcherov, Point) — 58 min 50 s (SN) | 1-0 2-0 2-1 3-1 4-1 5-1 | Chiarot (Kotkaniemi, Weber) — 37 min 40 s | Arbitrage : Dan O'Rourke, Francis Charron Michel Cormier, Kiel Murchison |
| Vassilevski      | Gardiens | Price                   |                                           | Arbitrage : Dan O'Rourke, Francis Charron Michel Cormier, Kiel Murchison |
| 6 min            | Pénalités | 8 min                   |                                           | Arbitrage : Dan O'Rourke, Francis Charron Michel Cormier, Kiel Murchison |
| 27               | Tirs | 19                      |                                           | Arbitrage : Dan O'Rourke, Francis Charron Michel Cormier, Kiel Murchison |

| 30 juin | Tampa Bay | 3-1 (0-0, 2-1, 1-0) | Montréal | Amalie Arena 17 166 spectateurs |

| Feuille de match | Feuille de match                                                                                     | Feuille de match | Feuille de match          | Feuille de match                                                         |
| ---------------- | --- | ---------------- | ------------------------- | ------------------------------------------------------------------------ |
|                  | Cirelli (Johnson, Rutta) — 26 min 40 s Coleman (Goodrow, McDonagh) — 39 min 58 s Palát — 55 min 42 s | 1-0 1-1 2-1 3-1  | Suzuki — 30 min 36 s (SN) | Arbitrage : Kelly Sutherland, Eric Furlatt Jonny Murray, David Brisebois |
| Vassilevski      | Gardiens                                                                                             | Price            |                           | Arbitrage : Kelly Sutherland, Eric Furlatt Jonny Murray, David Brisebois |
| 20 min           | Pénalités                                                                                            | 20 min           |                           | Arbitrage : Kelly Sutherland, Eric Furlatt Jonny Murray, David Brisebois |
| 23               | Tirs                                                                                                 | 43               |                           | Arbitrage : Kelly Sutherland, Eric Furlatt Jonny Murray, David Brisebois |

| 2 juillet | Montréal | 3-6 (1-2, 1-2, 1-2) | Tampa Bay | Centre Bell 3 500 spectateurs |

| Feuille de match | Feuille de match                                                                                             | Feuille de match                    | Feuille de match | Feuille de match                                                      |
| ---------------- | --- | ----------------------------------- | --- | --------------------------------------------------------------------- |
|                  | Danault (Weber) — 11 min 16 s Suzuki (Petry, Caufield) — 38 min 4 s Perry (Gallagher, Chiarot) — 55 min 58 s | 0-1 0-2 1-2 1-3 1-4 2-4 2-5 3-5 3-6 | Rutta (Palát, Hedman) — 1 min 52 s Hedman (Koutcherov, Cirelli) — 3 min 27 s (SN) Koutcherov (Palát, Černák) — 21 min 40 s Johnson (Joseph, Savard) — 23 min 33 s Johnson — 55 min 19 s Coleman (Goodrow) — 56 min 48 s (CV) | Arbitrage : Gord Dwyer, Francis Charron Scott Cherrey, Kiel Murchison |
| Price            | Gardiens | Vassilevski                         | | Arbitrage : Gord Dwyer, Francis Charron Scott Cherrey, Kiel Murchison |
| 2 min            | Pénalités | 2 min                               | | Arbitrage : Gord Dwyer, Francis Charron Scott Cherrey, Kiel Murchison |
| 35               | Tirs | 30                                  | | Arbitrage : Gord Dwyer, Francis Charron Scott Cherrey, Kiel Murchison |

| 5 juillet | Montréal | 3-2 (pr) (1-0, 0-1, 1-1, 1-0) | Tampa Bay | Centre Bell 3 500 spectateurs |

| Feuille de match | Feuille de match                                                                                          | Feuille de match    | Feuille de match                                                                 | Feuille de match                                                         |
| ---------------- | --- | ------------------- | -------------------------------------------------------------------------------- | ------------------------------------------------------------------------ |
|                  | Anderson (Suzuki, Caufield) — 15 min 39 s Romanov (Evans) — 48 min 48 s Anderson (Caufield) — 63 min 57 s | 1-0 1-1 2-1 2-2 3-2 | Goodrow (McDonagh, Coleman) — 37 min 20 s Maroon (Joseph, Johnson) — 53 min 48 s | Arbitrage : Eric Furlatt, Kelly Sutherland David Brisebois, Jonny Murray |
| Price            | Gardiens                                                                                                  | Vassilevski         |                                                                                  | Arbitrage : Eric Furlatt, Kelly Sutherland David Brisebois, Jonny Murray |
| 20 min           | Pénalités                                                                                                 | 12 min              |                                                                                  | Arbitrage : Eric Furlatt, Kelly Sutherland David Brisebois, Jonny Murray |
| 21               | Tirs | 34                  |                                                                                  | Arbitrage : Eric Furlatt, Kelly Sutherland David Brisebois, Jonny Murray |

| 7 juillet | Tampa Bay | 1-0 (0-0, 1-0, 0-0) | Montréal | Amalie Arena 18 110 spectateurs |

| Feuille de match | Feuille de match                        | Feuille de match | Feuille de match | Feuille de match                                                         |
| ---------------- | --------------------------------------- | ---------------- | ---------------- | ------------------------------------------------------------------------ |
|                  | Colton (Savard, McDonagh) — 33 min 27 s | 1-0              |                  | Arbitrage : Dan O'Rourke, Kelly Sutherland Scott Cherrey, Michel Cormier |
| Vassilevski      | Gardiens                                | Price            |                  | Arbitrage : Dan O'Rourke, Kelly Sutherland Scott Cherrey, Michel Cormier |
| 8 min            | Pénalités                               | 8 min            |                  | Arbitrage : Dan O'Rourke, Kelly Sutherland Scott Cherrey, Michel Cormier |
| 30               | Tirs                                    | 22               |                  | Arbitrage : Dan O'Rourke, Kelly Sutherland Scott Cherrey, Michel Cormier |

- Cet article est partiellement ou en totalité issu de l'article intitulé « Séries éliminatoires de la Coupe Stanley 2021 » (voir la liste des auteurs).

### Statistiques des joueurs
| No | Nationalité | Joueur      | PJ | V  | D | Min   | BC | BL | Moy  | %Arr | A | Pun |
| -- | ----------- | ----------- | -- | -- | - | ----- | -- | -- | ---- | ---- | - | --- |
| 31 | Canada      | Carey Price | 22 | 13 | 9 | 1 342 | 51 | 1  | 2,28 | 92,4 | 0 | 0   |

| No | Nationalité | Joueur            | PJ | B | A | Pts | Pun |
| -- | ----------- | ----------------- | -- | - | - | --- | --- |
| 6  | Canada      | Shea Weber        | 22 | 1 | 5 | 6   | 28  |
| 8  | Canada      | Ben Chiarot       | 22 | 1 | 1 | 2   | 16  |
| 26 | États-Unis  | Jeff Petry        | 20 | 0 | 6 | 6   | 6   |
| 27 | Russie      | Aleksandr Romanov | 4  | 1 | 0 | 1   | 0   |
| 28 | États-Unis  | Jon Merrill       | 13 | 0 | 0 | 0   | 0   |
| 32 | Suède       | Erik Gustafsson   | 16 | 1 | 2 | 3   | 0   |
| 44 | Canada      | Joel Edmundson    | 22 | 0 | 6 | 6   | 10  |
| 77 | Canada      | Brett Kulak       | 13 | 0 | 1 | 1   | 4   |

| No | Nationalité        | Joueur             | Poste | PJ | B | A | Pts | Pun |
| -- | ------------------ | ------------------ | ----- | -- | - | - | --- | --- |
| 11 | Canada             | Brendan Gallagher  | AD    | 22 | 2 | 4 | 6   | 4   |
| 14 | Canada             | Nicholas Suzuki    | C     | 22 | 7 | 9 | 16  | 2   |
| 15 | Finlande           | Jesperi Kotkaniemi | C     | 19 | 5 | 3 | 8   | 14  |
| 17 | Canada             | Josh Anderson      | AD    | 22 | 5 | 1 | 6   | 12  |
| 21 | Canada             | Eric Staal         | C     | 21 | 2 | 6 | 8   | 6   |
| 22 | États-Unis         | Cole Caufield      | AD    | 20 | 4 | 8 | 12  | 0   |
| 24 | Canada             | Phillip Danault    | C     | 22 | 1 | 3 | 4   | 6   |
| 40 | Finlande           | Joel Armia         | AD    | 21 | 5 | 3 | 8   | 10  |
| 41 | Canada             | Paul Byron         | AG    | 22 | 3 | 3 | 6   | 10  |
| 62 | Finlande           | Artturi Lehkonen   | AG    | 14 | 3 | 1 | 4   | 4   |
| 71 | Canada             | Jake Evans         | C     | 7  | 1 | 1 | 1   | 4   |
| 73 | Canada             | Tyler Toffoli      | AD    | 22 | 5 | 9 | 14  | 6   |
| 90 | République tchèque | Tomáš Tatar        | AG    | 5  | 0 | 1 | 1   | 2   |
| 94 | Canada             | Corey Perry        | AD    | 22 | 4 | 6 | 10  | 25  |

## Bilan de la saison

### Sportif
Si la déception d’avoir perdu en finale est grande pour les Canadiens, ils sont fiers du parcours accompli. 
Certains vétérans comme Eric Staal et Corey Perry soulignent combien il est difficile de se rendre en finale dans une ligue comptant sur trente et une équipes. Shea Weber et Carey Price qui sont deux joueurs vedettes de la ligue ne peuvent que confirmer, eux qui ont attendu respectivement seize saisons et quatorze saisons avant de pouvoir goûter à l’ambiance d’une finale.
D’autres joueurs relèvent la bonne ambiance qui règne au sein du vestiaire montréalais, qui a certainement permis à l’équipe de se rendre aussi loin. Tyler Toffoli souligne que tout le monde l’a très bien accueilli au début de la saison et aidé à trouver sa place. Ben Chiarot et Josh Anderson sont également émotifs quand ils parlent de la déception qu’ils ont pour leurs équipiers, de voir leur tristesse après avoir perdu en finale.
Le plus important point positif à relever est l’émergence de la nouvelle génération : Cole Caufield connaît des débuts fracassants il remporte le trophée Hobey-Baker en NCAA, une médaille d’or au Championnat du monde junior et s’impose durant les séries éliminatoires en amassant douze points en vingt matchs avec les Canadiens. Nicholas Suzuki termine en tant que meilleur joueur sur le bilan comptable de son équipe en série éliminatoire pour une deuxième année de suite. Jesperi Kotkaniemi a encore gagné en maturité et s’impose comme un joueur de série, Aleksandr Romanov a pu démontré qu’il avait sa place dans l’équipe, tout comme Jake Evans.
Dominique Ducharme tire un bilan très positif du travail accompli par son équipe depuis sa nomination par intérim. Il est fier de ses entraîneurs-assistants qui ont fait de leur mieux pour soutenir les joueurs et qu’ils veulent tous finir le travail. Il est fier de ses joueurs que ce soit par leur comportement et ce qu’ils ont démontré sur la glace. Le directeur général, Marc Bergevin, parle lui d’une année éprouvante avec la mise en place des mesures sanitaires à gérer en plus de son travail habituel. Il parle aussi des défis à venir pour l’équipe, que ce soit la prolongation du contrat de Ducharme et sa nomination définitive comme entraîneur, de l’avenir des joueurs de fin de contrat (Phillip Danault, Joel Armia et Tomáš Tatar) de l’état de santé de différents joueurs (Jonathan Drouin et Shea Weber).

### Impact économique
En décembre 2021, Forbes publie son traditionnel classement des valeurs des clubs sportifs. Le retour du public dans les aréna de hockey permet aux différents clubs de retrouver des moyens financiers après l’arrêt due à la crise sanitaire. les Canadiens maintiennent leur place dans le top 3 de ce classement, connaissant une hausse de 19% de leur valeur, pour parvenir à 1,6 Billions de dollars. Les Canadiens déclarent cent-cinq millions de dollars de revenus totaux, malgré dix-huit millions de dollars de pertes en résultat d’exploitation. Ces principaux sponsors sont : Air Canada, Bell, Coca-Cola, Desjardins, FedEx, Ford, Intact, McDonald’s, Molson Coors et Sobeys. Ces partenaires médiatiques sont pour la télévision RDS, TVA, TSN et Sportsnet, pour la radio TSN Radio 690 et 98,5 FM.
De plus, les commerçants de la ville de Montréal se réjouissent du long parcours en série éliminatoire du club, ce qui leur amène des revenus supplémentaires. Selon les données de 2014, chaque match de série joué à Montréal génère trois millions de dollars. En ces temps difficiles pour les commerçants en raison de la crise sanitaire, la venue des supporters dans le centre-ville ne peut que le faire du bien.

### Auprès du public
L’impact du hockey sur les montréalais est très grand, chaque début de saison, l’optimisme est de mise auprès du public, chaque joueur est une vedette et dès la première défaite, la plupart commente les mauvais choix par les joueurs et entraineurs durant la partie et pourquoi ils ne seront pas champions. Cette saison faites de haut et de bas n’a pas été épargné par les habituelles réactions populaires, et lorsque l’équipe est parvenue à renverser la tendance face aux Maple Leafs de Toronto, l’engouement n’a fait que monter en puissance jusqu’au dernier match de la finale.
Le jour de la Saint-Jean, lorsque les Canadiens parviennent à se qualifier pour la finale de la coupe Stanley, la foule s’est regroupée autour du Centre Bell pour célébrer. Quelques débordements donnent lieu à quinze arrestations et soixante constats d’infractions, mais les commerçants parlent d’une soirée exemplaire et la police est reconnaissante envers la majorité de la population qui a célébré dans le respect. Les trois-mille-cinq-cents spectateurs ayant assisté à la rencontre dans le Centre Bell, ne peuvent quitter l’amphithéâtre qu’une heure après la fin du match afin de garantir leur sécurité.
Lors du dernier match de la finale, les partisans ont soutenu leur équipe jusqu’au bout et même si la déception est grande. La plupart sont unanimes, ce parcours de leur équipe favorite est incroyable et leur a permis d’oublier les tracas quotidiens et la crise sanitaire. Ils sont fiers que leur équipe se soit battue jusqu’au bout, mais reconnaissent la supériorité du Lightning de Tampa Bay.
Que les Canadiens atteignent la finale pour la première fois depuis vingt-huit ans, est inspirant pour la jeune génération d’hockeyeur québécois. La ville s’habille en bleu-blanc-rouge à nouveau, alors que ces dernières années, les Canadiens perdaient de leur attrait au profit d’autres vedettes de la LNH, tels que Connor McDavid, Sidney Crosby et Aleksandr Ovetchkine. Les médias se félicitent de la réussite des Nicholas Suzuki, Cole Caufield et Jesperi Kotkaniemi, donnant un héros auquel pourront s’identifier les enfants quand ils jouent au hockey dans la rue et peut-être s’inscrire dans une équipe de hockey prochainement.